# Совет при Президенте Российской Федерации по науке и образованию
Сове́т при Президе́нте Росси́йской Федера́ции по нау́ке и образова́нию — консультативный орган, созданный для информирования Президента Российской Федерации о положении дел в научно-технической сфере и выработки предложений по важнейшим вопросам научно-технической политики в стране.

### История
- Образован Указом Президента Российской Федерации от 2 марта 1995 года № 233 как Совет по научно-технической политике при Президенте Российской Федерации . Этим же Указом утверждены Положение о Совете и его состав.
- Указом Президента Российской Федерации от 23 мая 1997 года № 519 Совет упразднен[1].
- Указом Президента Российской Федерации от 8 ноября 2001 г. № 1301 образован Совет при Президенте Российской Федерации по науке и высоким технологиям, утверждены Положение о Совете и его состав.
- Указом Президента Российской Федерации от 30 августа 2004 г. № 1131 Совет при Президенте Российской Федерации по науке и высоким технологиям преобразован в Совет при Президенте Российской Федерации по науке, технологиям и образованию, утверждены Положение о Совете и его состав[2][3][4].
- В 2007 г. в качестве постоянно действующей комиссии при Совете был создан Координационный совет по делам молодёжи в научной и образовательной сфере, состоящий из молодых учёных.
- Указом Президента Российской Федерации от 28 июля 2012 года № 1059 Совет при президенте Российской Федерации по науке, технологиям и образованию преобразован в Совет при президенте Российской Федерации по науке и образованию, утверждены Положение о Совете и его состав.

## Задачи совета
Сфера ответственности совета устанавливалась и корректировалась непосредственно указами Президента, регулирующими его существование

### Совет по научно-технической политике при Президенте Российской Федерации
Указом Президента были установленные следующие задачи совета:
- информирование Президента Российской Федерации о процессах, происходящих в научно-технической сфере в стране и за рубежом;
- разработка предложений о стратегии научно-технической политики и формировании приоритетных направлений в её развитии;
- анализ и экспертиза поступивших на заключение Президента Российской Федерации проектов законодательных актов по научно-техническим вопросам;
- подготовка предложений о заключении межгосударственных соглашений (договоров) по научно-техническим вопросам;
- участие в подготовке официальных документов и материалов по научно-техническим вопросам для Президента Российской Федерации.

### Совет при Президенте Российской Федерации по науке, технологиям и образованию
(в соответствии с Положением о Совете, утверждённым Указом Президента Российской Федерации от 30 августа 2004 г. № 1131)
- выработка предложений Президенту Российской Федерации по определению приоритетных направлений государственной научно-технической и инновационной политики, государственной политики в области образования и мер, направленных на реализацию государственной политики в указанных сферах;
- систематическое информирование Президента Российской Федерации о положении дел в сфере науки, технологий и образования в России и за рубежом;
- проведение по поручению Президента Российской Федерации экспертизы проектов федеральных законов и иных нормативных правовых актов по вопросам государственной научно-технической и инновационной политики, государственной политики в области образования и подготовка соответствующих предложений;
- рассмотрение вопросов, касающихся присуждения Государственных премий Российской Федерации в области науки и технологий, и подготовка соответствующих предложений Президенту Российской Федерации;
- выработка предложений Президенту Российской Федерации по вопросам взаимодействия Российской академии наук, отраслевых академий, иных российских научных организаций и образовательных учреждений с зарубежными и международными научными и образовательными организациями в целях координации их действий при реализации совместных проектов в сфере науки, технологий и образования;
- обсуждение по предложению Президента Российской Федерации иных вопросов, относящихся к сфере науки, технологий и образования и имеющих важное государственное значение.

## Состав Совета
1. Ельцин Борис Николаевич — Президент Российской Федерации (председатель Совета)
2. Черномырдин Виктор Степанович — Председатель Правительства Российской Федерации (заместитель председателя Совета)
3. Малышев Николай Григорьевич — Советник Президента Российской Федерации, руководитель Центра президентских программ Администрации Президента Российской Федерации (ответственный секретарь)
4. Аврорин Евгений Николаевич — академик Российской академии наук, научный руководитель Российского федерального ядерного центра — Всероссийского научно-исследовательского института технической физики
5. Алферов Жорес Иванович — вице-президент Российской академии наук — председатель Санкт-Петербургского научного центра, директор Физико-технического института имени А. Ф. Иоффе Российской академии наук
6. Анфимов Николай Аполлонович — член-корреспондент Российской академии наук, первый заместитель директора Центрального научно-исследовательского института машиностроения
7. Велихов Евгений Павлович — вице-президент Российской академии наук, директор Российского научного центра «Курчатовский институт»
8. Гончар Андрей Александрович — вице-президент Российской академии наук
9. Дьяков Юрий Николаевич — президент научно-производственного концерна «Научный центр»
10. Казанский Владимир Борисович — академик Российской академии наук, заведующий лабораторией Института органической химии имени Н. Д. Зелинского Российской академии наук
11. Макаров Алексей Александрович — член-корреспондент Российской академии наук, директор Института энергетических исследований Российской академии наук
12. Осипов Юрий Сергеевич — президент Российской академии наук
13. Пак Зиновий Петрович — генеральный директор Федерального центра двойных технологий «Союз»
14. Пашин Валентин Михайлович — член-корреспондент Российской академии наук, директор Государственного научного центра Российской Федерации — Центрального научно-исследовательского института имени академика А. Н. Крылова
15. Покровский Валентин Иванович — президент Российской академии медицинских наук
16. Половников Станислав Петрович — председатель совета, научный руководитель акционерного общества «Композит»
17. Прохоров Александр Михайлович — академик Российской академии наук, директор Института общей физики Российской академии наук
18. Романенко Геннадий Алексеевич — президент Российской академии сельскохозяйственных наук
19. Рочегов Александр Григорьевич — президент Российской академии архитектуры и строительной науки
20. Силаев Иван Степанович — президент Международного союза машиностроителей
21. Спирин Александр Сергеевич — академик Российской академии наук, директор Института белка Российской академии наук, председатель Пущинского научного центра Российской академии наук
22. Толстой Никита Ильич — академик Российской академии наук, председатель совета Российского гуманитарного научного фонда
23. Федоров Игорь Борисович — ректор Московского государственного технического университета имени Н. Э. Баумана
24. Федосов Евгений Александрович — академик Российской академии наук, начальник Научно-исследовательского института авиационных систем
25. Чубарьян Александр Оганович — член-корреспондент Российской академии наук, директор Института всеобщей истории Российской академии наук
26. Яременко Юрий Васильевич — академик Российской академии наук, директор Института народнохозяйственного прогнозирования Российской академии наук

Указом Президента Российской Федерации от 29 сентября 1995 г. № 981 в состав Совета включены:
1. Садовничий Виктор Антонович — президент Российского союза ректоров, ректор Московского государственного университета имени М. В. Ломоносова, член-корреспондент Российской академии наук
2. Фролов Константин Васильевич — вице-президент Российской академии наук, директор Института машиноведения

Временное прекращение работы Совета в связи с роспуском
1. Путин Владимир Владимирович — Президент Российской Федерации (председатель Совета)
2. Осипов Юрий Сергеевич — президент Российской академии наук, академик Российской академии наук (заместитель председателя Совета)
3. Ковальчук Михаил Валентинович — директор Института кристаллографии имени А. В. Шубникова Российской академии наук, член-корреспондент Российской академии наук (учёный секретарь Совета)
4. Абрамов Сергей Александрович — первый заместитель начальника Главного управления внутренней политики Президента Российской Федерации (секретарь Совета)
5. Аврорин Евгений Николаевич — научный руководитель Российского Федерального ядерного центра — Всероссийского научно-исследовательского института технической физики имени академика Е. И. Забабахина Минатома России, академик Российской академии наук
6. Алфёров Жорес Иванович — депутат Государственной Думы Федерального Собрания Российской Федерации, вице-президент Российской академии наук, академик Российской академии наук (по согласованию)
7. Велихов Евгений Павлович — президент Российского научного центра «Курчатовский институт», академик Российской академии наук
8. Гончар Андрей Александрович — советник Российской академии наук, академик Российской академии наук
9. Добрецов Николай Леонтьевич — вице-президент Российской академии наук, академик Российской академии наук
10. Каблов Евгений Николаевич — генеральный директор Федерального государственного унитарного предприятия «Всероссийский научно-исследовательский институт авиационных материалов», член-корреспондент Российской академии наук
11. Кулипанов Геннадий Николаевич — заместитель председателя Сибирского отделения Российской академии наук, член-корреспондент Российской академии наук
12. Кутафин Олег Емельянович — ректор Московской государственной юридической академии, член-корреспондент Российской академии наук
13. Лавёров Николай Павлович — вице-президент Российской академии наук, академик Российской академии наук
14. Левин Владимир Константинович — научный руководитель Федерального государственного унитарного предприятия «Научно-исследовательский институт „КВАНТ“», член-корреспондент Российской академии наук
15. Месяц Геннадий Андреевич — вице-президент Российской академии наук, академик Российской академии наук
16. Петров Рэм Викторович — вице-президент Российской академии наук, академик Российской академии наук
17. Платэ Николай Альфредович — главный учёный секретарь Российской академии наук, академик Российской академии наук
18. Покровский Валентин Иванович — президент Российской академии медицинских наук, академик Российской академии медицинских наук
19. Примаков Евгений Максимович — депутат Государственной Думы Федерального Собрания Российской Федерации, академик Российской академии наук (по согласованию)
20. Садовничий Виктор Антонович — ректор Московского государственного университета им. М. В. Ломоносова, академик Российской академии наук
21. Скринский Александр Николаевич — академик-секретарь Отделения ядерной физики Российской академии наук, академик Российской академии наук
22. Скрябин Константин Георгиевич — директор центра «Биоинженерия» Российской академии наук, академик Российской академии сельскохозяйственных наук
23. Фортов Владимир Евгеньевич — вице-президент Российской академии наук, академик Российской академии наук
24. Чазов Евгений Иванович — генеральный директор Российского кардиологического научно-производственного комплекса Министерства здравоохранения Российской Федерации, академик Российской академии наук
25. Чубарьян Александр Оганович — директор Института всеобщей истории Российской академии наук, академик Российской академии наук

1. Путин, Владимир Владимирович — Президент Российской Федерации (председатель Совета)
2. Вербицкая Людмила Алексеевна — ректор Санкт-Петербургского государственного университета (заместитель председателя Совета)
3. Осипов Юрий Сергеевич — президент Российской академии наук, академик Российской академии наук (заместитель председателя Совета)
4. Ковальчук Михаил Валентинович — директор Института кристаллографии имени А. В. Шубникова Российской академии наук, член-корреспондент Российской академии наук (учёный секретарь Совета)
5. Поллыева Джахан Реджеповна — помощник Президента Российской Федерации (секретарь Совета)
6. Аврорин Евгений Николаевич — научный руководитель Российского федерального ядерного центра Всероссийского научно-исследовательского института технической физики имени академика Е. И. Забабахина, академик Российской академии наук
7. Алфёров Жорес Иванович — депутат Государственной Думы Федерального Собрания Российской Федерации, вице-президент Российской академии наук, академик Российской академии наук (по согласованию)
8. Андреев Александр Фёдорович — академик-секретарь Отделения общей физики Российской академии наук, директор Института физических проблем имени П. Л. Капицы Российской академии наук, академик Российской академии наук
9. Бабешко Владимир Андреевич — ректор Кубанского государственного университета, академик Российской академии наук
10. Велихов Евгений Павлович — академик-секретарь Отделения информационных технологий и вычислительных систем Российской академии наук, президент Российского научного центра «Курчатовский институт», академик Российской академии наук
11. Гинзбург Виталий Лазаревич — академик Российской академии наук
12. Григорьев Анатолий Иванович — академик-секретарь Отделения биологических наук Российской академии наук, директор Государственного научного центра Российской Федерации «Институт медико-биологических проблем», академик Российской академии наук
13. Добрецов Николай Леонтьевич — председатель Сибирского отделения Российской академии наук, директор Объединённого института геологии, геофизики и минералогии А. А. Трофимука Сибирского отделения Российской академии наук, академик Российской академии наук
14. Касьянов Владимир Леонидович — заместитель председателя Дальневосточного отделения Российской академии наук, директор Института биологии моря Дальневосточного отделения Российской академии наук, академик Российской академии наук
15. Клемешев Андрей Павлович — ректор Калининградского государственного университета
16. Козлов Валерий Васильевич — вице-президент Российской академии наук, академик Российской академии наук
17. Коновалов Александр Николаевич — директор Института нейрохирургии имени Н. Н. Бурденко Российской академии медицинских наук, академик Российской академии наук
18. Кулипанов Геннадий Николаевич — заместитель председателя Сибирского отделения Российской академии наук, академик Российской академии наук
19. Кутафин Олег Емельянович — ректор Московской государственной юридической академии, академик Российской академии наук
20. Майер Георгий Владимирович — ректор Томского государственного университета
21. Макаров Валерий Леонидович — академик-секретарь Отделения общественных наук Российской академии наук, директор Центрального экономико-математического института Российской академии наук, академик Российской академии наук
22. Некипелов Александр Дмитриевич — вице-президент Российской академии наук, академик Российской академии наук
23. Пашин Валентин Михайлович — научный руководитель — директор Центрального научно-исследовательского института имени академика А. Н. Крылова, академик Российской академии наук
24. Платэ Николай Альфредович — вице-президент Российской академии наук, директор Института нефтехимического синтеза имени А. В. Топчиева Российской академии наук, академик Российской академии наук
25. Примаков Евгений Максимович — президент Торгово-промышленной палаты Российской Федерации, академик Российской академии наук
26. Садовничий Виктор Антонович — ректор Московского государственного университета имени М. В. Ломоносова, академик Российской академии наук
27. Скрябин Константин Георгиевич — директор Центра «Биоинженерия» Российской академии наук, академик Российской академии сельскохозяйственных наук
28. Федосов Евгений Александрович — генеральный директор Государственного научно-исследовательского института авиационных систем, академик Российской академии наук
29. Чарушин Валерий Николаевич — заместитель председателя Уральского отделения Российской академии наук, директор Института органического синтеза имени И. Я. Постовского Уральского отделения Российской академии наук, академик Российской академии наук
30. Чубарьян Александр Оганович — директор Института всеобщей истории Российской академии наук, академик Российской академии наук

Состав президиума Совета, утверждённый распоряжением Президента Российской Федерации от 30 августа 2004 г. № 389-рп:
1. Вербицкая Л. А.
2. Осипов Ю. С.
3. Ковальчук М. В.
4. Поллыева Д. Р.
5. Андреев А. Ф.
6. Козлов В. В.
7. Кутафин О. Е.
8. Некипелов А. Д.
9. Садовничий В. А.
10. Чубарьян А. О.

1. Путин Владимир Владимирович — Президент Российской Федерации (председатель Совета)
2. Вербицкая Людмила Алексеевна — ректор Санкт-Петербургского государственного университета (заместитель председателя Совета)
3. Осипов Юрий Сергеевич — президент Российской академии наук, академик Российской академии наук (заместитель председателя Совета)
4. Ковальчук Михаил Валентинович — директор Института кристаллографии имени А. В. Шубникова Российской академии наук, член-корреспондент Российской академии наук (учёный секретарь Совета)
5. Поллыева Джахан Реджеповна — помощник Президента Российской Федерации (секретарь Совета)
6. Аврорин Евгений Николаевич — научный руководитель Российского федерального ядерного центра — Всероссийского научно-исследовательского института технической физики имени академика Е. И. Забабахина, академик Российской академии наук
7. Алфёров Жорес Иванович — депутат Государственной Думы Федерального Собрания Российской Федерации, вице-президент Российской академии наук, академик Российской академии наук (по согласованию)
8. Андреев Александр Фёдорович — академик-секретарь Отделения общей физики Российской академии наук, директор Института физических проблем имени П. Л. Капицы Российской академии наук, академик Российской академии наук
9. Велихов Евгений Павлович — академик-секретарь Отделения информационных технологий и вычислительных систем Российской академии наук, президент Российского научного центра «Курчатовский институт», академик Российской академии наук
10. Гинзбург Виталий Лазаревич — советник Российской академии наук, академик Российской академии наук
11. Григорьев Анатолий Иванович — академик-секретарь Отделения биологических наук Российской академии наук, директор Государственного научного центра Российской Федерации — Института медико-биологических проблем Российской академии наук, академик Российской академии наук, академик Российской академии медицинских наук
12. Демин Виктор Михайлович — директор Красногорского оптико-электронного колледжа, Московская область
13. Добрецов Николай Леонтьевич — председатель Сибирского отделения Российской академии наук, директор Объединенного института геологии, геофизики и минералогии имени А. А. Трофимука Сибирского отделения Российской академии наук, академик Российской академии наук
14. Зернов Владимир Алексеевич — ректор Российского нового университета
15. Козлов Валерий Васильевич — вице-президент Российской академии наук, академик Российской академии наук
16. Коновалов Александр Николаевич — директор Института нейрохирургии имени Н. Н. Бурденко Российской академии медицинских наук, академик Российской академии наук, академик Российской академии медицинских наук
17. Кордонский Симон Гдальевич — профессор Государственного университета — Высшей школы экономики
18. Курбатова Алла Викторовна — директор гимназии «Дмитров», г. Дмитров Московской области
19. Курилов Владимир Иванович — ректор Дальневосточного государственного университета
20. Кутафин Олег Емельянович — ректор Московской государственной юридической академии, академик Российской академии наук
21. Матросов Виктор Леонидович — ректор Московского педагогического государственного университета, член-корреспондент Российской академии наук
22. Мау Владимир Александрович — ректор Академии народного хозяйства при Правительстве Российской Федерации
23. Некипелов Александр Дмитриевич — вице-президент Российской академии наук, академик Российской академии наук
24. Пашин Валентин Михайлович — научный руководитель — директор Центрального научно-исследовательского института имени академика А. Н. Крылова, академик Российской академии наук
25. Платэ Николай Альфредович — вице-президент Российской академии наук, директор Института нефтехимического синтеза имени А. В. Топчиева Российской академии наук, академик Российской академии наук
26. Покровский Валентин Иванович — президент Российской академии медицинских наук, академик Российской академии медицинских наук
27. Примаков Евгений Максимович — президент Торгово-промышленной палаты Российской Федерации, академик Российской академии наук
28. Садовничий Виктор Антонович — ректор Московского государственного университета имени М. В. Ломоносова, академик Российской академии наук
29. Скрябин Константин Георгиевич — директор Центра «Биоинженерия» Российской академии наук, академик Российской академии сельскохозяйственных наук
30. Фёдоров Игорь Борисович — ректор Московского государственного технического университета имени Н. Э. Баумана, член-корреспондент Российской академии наук
31. Федосов Евгений Александрович — генеральный директор Государственного научно-исследовательского института авиационных систем, академик Российской академии наук
32. Чарушин Валерий Николаевич — заместитель председателя Уральского отделения Российской академии наук, директор Института органического синтеза имени И. Я. Постовского Уральского отделения Российской академии наук, академик Российской академии наук
33. Чубарьян Александр Оганович — директор Института всеобщей истории Российской академии наук, академик Российской академии наук

Состав президиума Совета, утверждённый распоряжением Президента Российской Федерации от 20 октября 2005 г. № 485-рп:
1. Вербицкая Л. А.
2. Осипов Ю. С.
3. Ковальчук М. В.
4. Поллыева Д. Р.
5. Алфёров Ж. И.
6. Андреев А. Ф.
7. Велихов Е. П.
8. Григорьев А. И.
9. Козлов В. В.
10. Кутафин О. Е.
11. Некипелов А. Д.
12. Садовничий В. А.
13. Чубарьян А. О.

Указом Президента Российской Федерации от 15 апреля 2006 г. № 369 в состав Совета включен Баутин Владимир Моисеевич — ректор Российского государственного аграрного университета — Московской сельскохозяйственной академии имени К. А. Тимирязева, член-корреспондент Российской академии сельскохозяйственных наук
1. Путин Владимир Владимирович — Президент Российской Федерации (председатель Совета)
2. Вербицкая Людмила Алексеевна — ректор Санкт-Петербургского государственного университета (заместитель председателя Совета)
3. Осипов Юрий Сергеевич — президент Российской академии наук, академик Российской академии наук (заместитель председателя Совета)
4. Ковальчук Михаил Валентинович — директор Института кристаллографии имени А. В. Шубникова Российской академии наук, член-корреспондент Российской академии наук (учёный секретарь Совета)
5. Поллыева Джахан Реджеповна — помощник Президента Российской Федерации (секретарь Совета)
6. Алфёров Жорес Иванович — депутат Государственной Думы Федерального Собрания Российской Федерации, вице-президент Российской академии наук, академик Российской академии наук (по согласованию)
7. Андреев Александр Фёдорович — академик-секретарь Отделения общей физики Российской академии наук, директор Института физических проблем имени П. Л. Капицы Российской академии наук, академик Российской академии наук
8. Баутин Владимир Моисеевич — ректор Российского государственного аграрного университета — Московской сельскохозяйственной академии имени К. А. Тимирязева, член-корреспондент Российской академии сельскохозяйственных наук
9. Большаков Владимир Николаевич — первый заместитель председателя Уральского отделения Российской академии наук, директор Института экологии растений и животных Уральского отделения Российской академии наук, академик Российской академии наук
10. Велихов Евгений Павлович — академик-секретарь Отделения информационных технологий и вычислительных систем Российской академии наук, президент Российского научного центра «Курчатовский институт», академик Российской академии наук
11. Георгиев Павел Георгиевич — заведующий лабораторией Института биологии гена Российской академии наук, академик Российской академии наук
12. Гинзбург Виталий Лазаревич — советник Российской академии наук, академик Российской академии наук
13. Григорьев Анатолий Иванович — академик-секретарь Отделения биологических наук Российской академии наук, директор Государственного научного центра Российской Федерации — Института медико-биологических проблем Российской академии наук, академик Российской академии наук, академик Российской академии медицинских наук
14. Добрецов Николай Леонтьевич — председатель Сибирского отделения Российской академии наук, директор Объединенного института геологии, геофизики и минералогии имени А. А. Трофимука Сибирского отделения Российской академии наук, академик Российской академии наук
15. Зернов Владимир Алексеевич — ректор Российского нового университета
16. Каблов Евгений Николаевич — генеральный директор Государственного научного центра Российской Федерации — Всероссийского научно-исследовательского института авиационных материалов, академик Российской академии наук
17. Кезина Любовь Петровна — руководитель Департамента образования г. Москвы, академик Российской академии образования
18. Козлов Валерий Васильевич — вице-президент Российской академии наук, академик Российской академии наук
19. Кордонский Симон Гдальевич — профессор Государственного университета — Высшей школы экономики
20. Красников Геннадий Яковлевич — генеральный директор открытого акционерного общества "Научно-исследовательский институт молекулярной электроники и завод «Микрон», член-корреспондент Российской академии наук
21. Кутафин Олег Емельянович — ректор Московской государственной юридической академии, академик Российской академии наук
22. Матросов Виктор Леонидович — ректор Московского педагогического государственного университета, член-корреспондент Российской академии наук
23. Мау Владимир Александрович — ректор Академии народного хозяйства при Правительстве Российской Федерации
24. Некипелов Александр Дмитриевич — вице-президент Российской академии наук, академик Российской академии наук
25. Пашин Валентин Михайлович — научный руководитель — директор Центрального научно-исследовательского института имени академика А. Н. Крылова, академик Российской академии наук
26. Платэ Николай Альфредович — вице-президент Российской академии наук, директор Института нефтехимического синтеза имени А. В. Топчиева Российской академии наук, академик Российской академии наук
27. Примаков Евгений Максимович — президент Торгово-промышленной палаты Российской Федерации, академик Российской академии наук
28. Сагдеев Ренад Зиннурович — директор Института «Международный томографический центр» Сибирского отделения Российской академии наук, академик Российской академии наук
29. Садовничий Виктор Антонович — ректор Московского государственного университета имени М. В. Ломоносова, академик Российской академии наук
30. Скрябин Константин Георгиевич — директор Центра «Биоинженерия» Российской академии наук, академик Российской академии сельскохозяйственных наук
31. Торкунов Анатолий Васильевич — ректор Московского государственного института международных отношений (университета) МИДа России, член-корреспондент Российской академии наук
32. Фёдоров Игорь Борисович — ректор Московского государственного технического университета имени Н. Э. Баумана, член-корреспондент Российской академии наук
33. Чубарьян Александр Оганович — директор Института всеобщей истории Российской академии наук, академик Российской академии наук

Состав президиума Совета, утверждённый распоряжением Президента Российской Федерации от 26 декабря 2006 г. № 645-рп:
1. Вербицкая Л. А.
2. Осипов Ю. С.
3. Ковальчук М. В.
4. Поллыева Д. Р.
5. Алфёров Ж. И.
6. Велихов Е. П.
7. Григорьев А. И.
8. Козлов В. В.
9. Мау В. А.
10. Платэ Н. А.
11. Садовничий В. А.
12. Торкунов А. В.
13. Чубарьян А. О.

1. Медведев Дмитрий Анатольевич — Президент Российской Федерации (председатель Совета)
2. Осипов Юрий Сергеевич — президент Российской академии наук, академик Российской академии наук (заместитель председателя Совета)
3. Кропачев Николай Михайлович — ректор Санкт-Петербургского государственного университета (заместитель председателя Совета)
4. Ковальчук Михаил Валентинович — директор Российского научного центра «Курчатовский институт», директор Института кристаллографии имени А. В. Шубникова Российской академии наук, член-корреспондент Российской академии наук (учёный секретарь Совета)
5. Поллыева Джахан Реджеповна — помощник Президента Российской Федерации (секретарь Совета)
6. Алфёров Жорес Иванович — депутат Государственной Думы Федерального Собрания Российской Федерации, вице-президент Российской академии наук, академик Российской академии наук (по согласованию)
7. Баутин Владимир Моисеевич — ректор Российского государственного аграрного университета — Московской сельскохозяйственной академии имени К. А. Тимирязева, член-корреспондент Российской академии сельскохозяйственных наук
8. Большаков Владимир Николаевич — первый заместитель председателя Уральского отделения Российской академии наук, директор Института экологии растений и животных Уральского отделения Российской академии наук, академик Российской академии наук
9. Велихов Евгений Павлович — академик-секретарь Отделения нанотехнологий и информационных технологий Российской академии наук, президент Российского научного центра «Курчатовский институт», академик Российской академии наук
10. Вербицкая Людмила Алексеевна — президент Санкт-Петербургского государственного университета, академик Российской академии образования
11. Гинзбург Виталий Лазаревич — советник Российской академии наук, академик Российской академии наук
12. Григорьев Анатолий Иванович — вице-президент Российской академии наук, директор Государственного научного центра Российской Федерации «Институт медико-биологических проблем» Российской академии наук, академик Российской академии наук, академик Российской академии медицинских наук
13. Гуриев Сергей Маратович — ректор Российской экономической школы
14. Гусейнов Абдусалам Абдулкеримович — директор Института философии Российской академии наук, академик Российской академии наук
15. Добрецов Николай Леонтьевич — член президиума Российской академии наук, академик Российской академии наук
16. Дынкин Александр Александрович — директор Института мировой экономики и международных отношений Российской академии наук, академик Российской академии наук
17. Каблов Евгений Николаевич — генеральный директор Государственного научного центра Российской Федерации «Всероссийский научно-исследовательский институт авиационных материалов», академик Российской академии наук
18. Козлов Валерий Васильевич — вице-президент Российской академии наук, директор Математического института имени В. А. Стеклова Российской академии наук, академик Российской академии наук
19. Кордонский Симон Гдальевич — профессор Государственного университета — Высшей школы экономики
20. Красников Геннадий Яковлевич — генеральный директор открытого акционерного общества "Научно-исследовательский институт молекулярной электроники и завод «Микрон», академик Российской академии наук
21. Кутафин Олег Емельянович — президент Московской государственной юридической академии, академик Российской академии наук
22. Лисицын-Светланов Андрей Геннадьевич — директор Института государства и права Российской академии наук, член-корреспондент Российской академии наук
23. Матвеев Виктор Анатольевич — академик-секретарь Отделения физических наук Российской академии наук, директор Института ядерных исследований Российской академии наук, академик Российской академии наук
24. Матросов Виктор Леонидович — ректор Московского педагогического государственного университета, академик Российской академии наук, академик Российской академии образования
25. Мау Владимир Александрович — ректор Академии народного хозяйства при Правительстве Российской Федерации
26. Молодин Вячеслав Иванович — заместитель директора Института археологии и этнографии Сибирского отделения Российской академии наук, академик Российской академии наук
27. Пальцев Михаил Александрович — вице-президент Российской академии медицинских наук, ректор Московской медицинской академии имени И. М. Сеченова, академик Российской академии наук, академик Российской академии медицинских наук
28. Примаков Евгений Максимович — президент Торгово-промышленной палаты Российской Федерации, академик Российской академии наук
29. Сагдеев Ренад Зиннурович — первый заместитель председателя Сибирского отделения Российской академии наук, директор Института «Международный томографический центр» Сибирского отделения Российской академии наук, академик Российской академии наук
30. Садовничий Виктор Антонович — вице-президент Российской академии наук, ректор Московского государственного университета имени М. В. Ломоносова, академик Российской академии наук
31. Скрябин Константин Георгиевич — директор Центра «Биоинженерия» Российской академии наук, академик Российской академии наук, академик Российской академии сельскохозяйственных наук
32. Стриханов Михаил Николаевич — ректор Московского инженерно-физического института (технического университета)
33. Торкунов Анатолий Васильевич — ректор Московского государственного института международных отношений (университета) МИДа России, академик Российской академии наук
34. Фёдоров Игорь Борисович — ректор Московского государственного технического университета имени Н. Э. Баумана, академик Российской академии наук
35. Филачев Анатолий Михайлович — генеральный директор Государственного научного центра Российской Федерации «Научно-производственное объединение „Орион“», член-корреспондент Российской академии наук
36. Хаитов Рахим Мусаевич — генеральный директор Государственного научного центра Российской Федерации «Институт иммунологии», академик Российской академии наук, академик Российской академии медицинских наук
37. Хохлов Алексей Ремович — заведующий кафедрой Московского государственного университета имени М. В. Ломоносова, академик Российской академии наук
38. Чубарьян Александр Оганович — директор Института всеобщей истории Российской академии наук, академик Российской академии наук

Состав президиума Совета, утверждённый распоряжением Президента Российской Федерации от 16 сентября 2008 г. № 544-рп:
1. Осипов Ю. С.
2. Кропачев Н. М.
3. Ковальчук М. В.
4. Поллыева Д. Р.
5. Алфёров Ж. И.
6. Велихов Е. П.
7. Вербицкая Л. А.
8. Григорьев А. И.
9. Каблов Е. Н.
10. Козлов В. В.
11. Мау В. А.
12. Садовничий В. А.
13. Торкунов А. В.
14. Чубарьян А. О.

1. Медведев Дмитрий Анатольевич — Президент Российской Федерации (председатель Совета)
2. Кропачев Николай Михайлович — ректор федерального государственного образовательного учреждения высшего профессионального образования «Санкт-Петербургский государственный университет» (заместитель председателя Совета)
3. Осипов Юрий Сергеевич — президент Российской академии наук, академик Российской академии наук (заместитель председателя Совета)
4. Ковальчук Михаил Валентинович — директор федерального государственного учреждения «Российский научный центр „Курчатовский институт“», директор учреждения Российской академии наук Институт кристаллографии имени А. В. Шубникова РАН, член-корреспондент Российской академии наук (учёный секретарь Совета)
5. Поллыева Джахан Реджеповна — помощник Президента Российской Федерации (секретарь Совета)
6. Алфёров Жорес Иванович — депутат Государственной Думы Федерального Собрания Российской Федерации, вице-президент Российской академии наук, академик Российской академии наук (по согласованию)
7. Асеев Александр Леонидович — вице-президент Российской академии наук, председатель Сибирского отделения Российской академии наук, директор учреждения Российской академии наук Институт физики полупроводников имени А. В. Ржанова Сибирского отделения РАН, академик Российской академии наук
8. Баранов Александр Александрович — вице-президент Российской академии медицинских наук, директор Научного центра здоровья детей Российской академии медицинских наук, академик Российской академии медицинских наук
9. Велихов Евгений Павлович — академик-секретарь Отделения нанотехнологий и информационных технологий Российской академии наук, президент федерального государственного учреждения «Российский научный центр „Курчатовский институт“», академик Российской академии наук
10. Вербицкая Людмила Алексеевна — президент федерального государственного образовательного учреждения высшего профессионального образования «Санкт-Петербургский государственный университет», академик Российской академии образования
11. Глико Александр Олегович — академик-секретарь Отделения наук о Земле Российской академии наук, директор учреждения Российской академии наук Институт физики Земли имени О. Ю. Шмидта РАН, академик Российской академии наук
12. Григорьев Анатолий Иванович — вице-президент Российской академии наук, академик Российской академии наук, академик Российской академии медицинских наук
13. Гуриев Сергей Маратович — ректор негосударственного образовательного учреждения «Российская экономическая школа» (институт)
14. Гусейнов Абдусалам Абдулкеримович — директор учреждения Российской академии наук Институт философии РАН, академик Российской академии наук
15. Дынкин Александр Александрович — академик-секретарь Отделения глобальных проблем и международных отношений Российской академии наук, директор учреждения Российской академии наук Институт мировой экономики и международных отношений РАН, академик Российской академии наук
16. Иващенко Андрей Александрович — председатель совета директоров некоммерческой организации «Некоммерческое партнерство Центр Высоких Технологий „ХимРар“»
17. Каблов Евгений Николаевич — генеральный директор федерального государственного унитарного предприятия «Всероссийский научно-исследовательский институт авиационных материалов», академик Российской академии наук
18. Козлов Валерий Васильевич — вице-президент Российской академии наук, директор учреждения Российской академии наук Математический институт имени В. А. Стеклова РАН, академик Российской академии наук
19. Красников Геннадий Яковлевич — генеральный директор открытого акционерного общества «Научно-исследовательский институт молекулярной электроники и завод „Микрон“», академик Российской академии наук
20. Кудрявцев Николай Николаевич — ректор государственного образовательного учреждения высшего профессионального образования «Московский физико-технический институт (государственный университет)», член-корреспондент Российской академии наук
21. Лисицын-Светланов Андрей Геннадьевич — директор учреждения Российской академии наук Институт государства и права РАН, член-корреспондент Российской академии наук
22. Лопота Виталий Александрович — президент, генеральный конструктор открытого акционерного общества «Ракетно-космическая корпорация „Энергия“ имени С. П. Королева», член-корреспондент Российской академии наук
23. Матвеев Виктор Анатольевич — академик-секретарь Отделения физических наук Российской академии наук, директор учреждения Российской академии наук Институт ядерных исследований РАН, академик Российской академии наук
24. Мау Владимир Александрович — ректор государственного образовательного учреждения высшего профессионального образования «Академия народного хозяйства при Правительстве Российской Федерации»
25. Молодин Вячеслав Иванович — заместитель директора учреждения Российской академии наук Институт археологии и этнографии Сибирского отделения РАН, академик Российской академии наук
26. Ослон Александр Анатольевич — президент Общероссийского общественного фонда «Общественное мнение» (по согласованию)
27. Примаков Евгений Максимович — президент Торгово-промышленной палаты Российской Федерации, академик Российской академии наук
28. Рыкованов Георгий Николаевич — директор — научный руководитель федерального государственного унитарного предприятия «Российский Федеральный Ядерный Центр — Всероссийский научно-исследовательский институт технической физики имени академика Е. И. Забабахина», член-корреспондент Российской академии наук
29. Сагдеев Ренад Зиннурович — первый заместитель председателя Сибирского отделения Российской академии наук, директор учреждения Российской академии наук Институт «Международный томографический центр» Сибирского отделения РАН, академик Российской академии наук
30. Садовничий Виктор Антонович — вице-президент Российской академии наук, ректор федерального государственного образовательного учреждения высшего профессионального образования «Московский государственный университет имени М. В. Ломоносова», академик Российской академии наук
31. Скрябин Константин Георгиевич — директор учреждения Российской академии наук Центр «Биоинженерия» РАН, академик Российской академии наук, академик Российской академии сельскохозяйственных наук
32. Стриханов Михаил Николаевич — ректор федерального государственного бюджетного образовательного учреждения высшего профессионального образования «Национальный исследовательский ядерный университет „МИФИ“»
33. Торкунов Анатолий Васильевич — ректор федерального государственного образовательного учреждения «Московский государственный институт международных отношений (университет) Министерства иностранных дел Российской Федерации», академик Российской академии наук
34. Фёдоров Игорь Борисович — президент государственного образовательного учреждения высшего профессионального образования «Московский государственный технический университет имени Н. Э. Баумана», академик Российской академии наук
35. Филачев Анатолий Михайлович — генеральный директор федерального государственного унитарного предприятия «Научно-производственное объединение „Орион“», член-корреспондент Российской академии наук
36. Хаитов Рахим Мусаевич — директор федерального государственного бюджетного учреждения «Государственный научный центр „Институт иммунологии“», академик Российской академии наук, академик Российской академии медицинских наук
37. Хохлов Алексей Ремович — проректор федерального государственного образовательного учреждения высшего профессионального образования «Московский государственный университет имени М. В. Ломоносова», академик Российской академии наук
38. Четверушкин Борис Николаевич — директор учреждения Российской академии наук Институт прикладной математики имени М. В. Келдыша РАН, член-корреспондент Российской академии наук
39. Чубарьян Александр Оганович — директор учреждения Российской академии наук Институт всеобщей истории РАН, академик Российской академии наук

Состав президиума Совета, утверждённый распоряжением Президента Российской Федерации от 6 сентября 2010 г. № 584-рп:
1. Кропачев Н. М.
2. Осипов Ю. С.
3. Ковальчук М. В.
4. Поллыева Д. Р.
5. Алфёров Ж. И.
6. Велихов Е. П.
7. Вербицкая Л. А.
8. Григорьев А. И.
9. Дынкин А. А.
10. Каблов Е. Н.
11. Козлов В. В.
12. Мау В. А.
13. Садовничий В. А.
14. Торкунов А. В.
15. Чубарьян А. О.

1. Медведев Дмитрий Анатольевич — Президент Российской Федерации (председатель Совета)
2. Кропачев Николай Михайлович — ректор федерального государственного образовательного учреждения высшего профессионального образования «Санкт-Петербургский государственный университет» (заместитель председателя Совета)
3. Осипов Юрий Сергеевич — президент Российской академии наук, академик Российской академии наук (заместитель председателя Совета)
4. Ковальчук Михаил Валентинович — директор федерального государственного бюджетного учреждения «Национальный исследовательский центр „Курчатовский институт“», директор учреждения Российской академии наук Институт кристаллографии имени А. В. Шубникова РАН, член-корреспондент Российской академии наук (учёный секретарь Совета)
5. Поллыева Джахан Реджеповна — помощник Президента Российской Федерации (секретарь Совета)
6. Адрианов Андрей Владимирович — директор учреждения Российской академии наук Институт биологии моря имени А. В. Жирмунского Дальневосточного отделения РАН, академик Российской академии наук
7. Александров Анатолий Александрович — ректор государственного образовательного учреждения высшего профессионального образования «Московский государственный технический университет имени Н. Э. Баумана»
8. Алфёров Жорес Иванович — депутат Государственной Думы Федерального Собрания Российской Федерации, вице-президент Российской академии наук, академик Российской академии наук (по согласованию)
9. Асеев Александр Леонидович — вице-президент Российской академии наук, председатель Сибирского отделения Российской академии наук, директор учреждения Российской академии наук Институт физики полупроводников имени А. В. Ржанова Сибирского отделения РАН, академик Российской академии наук
10. Баранов Александр Александрович — вице-президент Российской академии медицинских наук, директор Научного центра здоровья детей Российской академии медицинских наук, академик Российской академии медицинских наук
11. Васильев Владимир Николаевич — ректор федерального государственного бюджетного образовательного учреждения высшего профессионального образования «Санкт-Петербургский национальный исследовательский университет информационных технологий, механики и оптики», член-корреспондент Российской академии образования
12. Велихов Евгений Павлович — академик-секретарь Отделения нанотехнологий и информационных технологий Российской академии наук, президент федерального государственного бюджетного учреждения «Национальный исследовательский центр „Курчатовский институт“», академик Российской академии наук
13. Вербицкая Людмила Алексеевна — президент федерального государственного образовательного учреждения высшего профессионального образования «Санкт-Петербургский государственный университет», академик Российской академии образования
14. Глико Александр Олегович — академик-секретарь Отделения наук о Земле Российской академии наук, директор учреждения Российской академии наук Институт физики Земли имени О. Ю. Шмидта РАН, академик Российской академии наук
15. Григорьев Анатолий Иванович — вице-президент Российской академии наук, академик Российской академии наук, академик Российской академии медицинских наук
16. Гуриев Сергей Маратович — ректор негосударственного образовательного учреждения «Российская экономическая школа» (институт) (по согласованию)
17. Гусейнов Абдусалам Абдулкеримович — директор учреждения Российской академии наук Институт философии РАН, академик Российской академии наук
18. Дедов Иван Иванович — президент Российской академии медицинских наук, директор федерального государственного учреждения «Эндокринологический научный центр» Минздравсоцразвития России, академик Российской академии наук, академик Российской академии медицинских наук
19. Дынкин Александр Александрович — академик-секретарь Отделения глобальных проблем и международных отношений Российской академии наук, директор учреждения Российской академии наук Институт мировой экономики и международных отношений РАН, академик Российской академии наук
20. Иващенко Андрей Александрович — председатель совета директоров некоммерческой организации «Некоммерческое партнёрство Центр Высоких Технологий „ХимРар“» (по согласованию)
21. Каблов Евгений Николаевич — генеральный директор федерального государственного унитарного предприятия «Всероссийский научно-исследовательский институт авиационных материалов», академик Российской академии наук
22. Козлов Валерий Васильевич — вице-президент Российской академии наук, директор учреждения Российской академии наук Математический институт имени В. А. Стеклова РАН, академик Российской академии наук
23. Красников Геннадий Яковлевич — генеральный директор открытого акционерного общества «Научно-исследовательский институт молекулярной электроники и завод „Микрон“», академик Российской академии наук
24. Кудрявцев Николай Николаевич — ректор федерального государственного бюджетного образовательного учреждения высшего профессионального образования «Московский физико-технический институт (государственный университет)», член-корреспондент Российской академии наук
25. Лисицын-Светланов Андрей Геннадьевич — директор учреждения Российской академии наук Институт государства и права РАН, член-корреспондент Российской академии наук
26. Лопота Виталий Александрович — президент, генеральный конструктор открытого акционерного общества «Ракетно-космическая корпорация „Энергия“ имени С. П. Королёва», член-корреспондент Российской академии наук
27. Матвеев Виктор Анатольевич — академик-секретарь Отделения физических наук Российской академии наук, директор учреждения Российской академии наук Институт ядерных исследований РАН, академик Российской академии наук
28. Мау Владимир Александрович — ректор федерального государственного бюджетного образовательного учреждения высшего профессионального образования «Российская академия народного хозяйства и государственной службы при Президенте Российской Федерации»
29. Миклушевский Владимир Владимирович — ректор федерального государственного автономного образовательного учреждения высшего профессионального образования «Дальневосточный федеральный университет»
30. Ослон Александр Анатольевич — президент Общероссийского общественного фонда «Общественное мнение» (по согласованию)
31. Пивовар Ефим Иосифович — ректор государственного образовательного учреждения высшего профессионального образования «Российский государственный гуманитарный университет»
32. Попов Василий Николаевич — проректор государственного образовательного учреждения высшего профессионального образования «Воронежский государственный университет»
33. Садовничий Виктор Антонович — вице-президент Российской академии наук, ректор федерального государственного образовательного учреждения высшего профессионального образования «Московский государственный университет имени М. В. Ломоносова», академик Российской академии наук
34. Скрябин Константин Георгиевич — директор учреждения Российской академии наук Центр «Биоинженерия» РАН, академик Российской академии наук, академик Российской академии сельскохозяйственных наук
35. Стриханов Михаил Николаевич — ректор федерального государственного бюджетного образовательного учреждения высшего профессионального образования «Национальный исследовательский ядерный университет „МИФИ“»
36. Торкунов Анатолий Васильевич — ректор федерального государственного образовательного учреждения «Московский государственный институт международных отношений (университет) Министерства иностранных дел Российской Федерации», академик Российской академии наук
37. Филачев Анатолий Михайлович — генеральный директор федерального государственного унитарного предприятия «Научно-производственное объединение „Орион“», член-корреспондент Российской академии наук
38. Четверушкин Борис Николаевич — директор учреждения Российской академии наук Институт прикладной математики имени М. В. Келдыша РАН, член-корреспондент Российской академии наук
39. Чубарьян Александр Оганович — директор учреждения Российской академии наук Институт всеобщей истории РАН, академик Российской академии наук

Состав президиума Совета, утверждённый распоряжением Президента Российской Федерации от 14 июля 2011 г. № 477-рп:
1. Кропачев Н. М.
2. Осипов Ю. С.
3. Ковальчук М. В.
4. Поллыева Д. Р.
5. Алфёров Ж. И.
6. Велихов Е. П.
7. Вербицкая Л. А.
8. Дынкин А. А.
9. Каблов Е. Н.
10. Козлов В. В.
11. Красников Г. Я.
12. Ослон А. А.
13. Садовничий В. А.
14. Торкунов А. В.
15. Чубарьян А. О.

1. Путин Владимир Владимирович — президент Российской Федерации (председатель Совета)
2. Фурсенко Андрей Александрович — помощник президента Российской Федерации (заместитель председателя Совета)
3. Хлунов Александр Витальевич — начальник Управления президента Российской Федерации по научно-образовательной политике (секретарь Совета)
4. Адрианов Андрей Владимирович — директор федерального государственного бюджетного учреждения науки Институт биологии моря имени А. В. Жирмунского Дальневосточного отделения Российской академии наук, академик Российской академии наук (по согласованию)
5. Аксёнов Виктор Лазаревич — директор федерального государственного бюджетного учреждения «Петербургский институт ядерной физики имени Б. П. Константинова», член-корреспондент Российской академии наук (по согласованию)
6. Анаников Валентин Павлович — заведующий лабораторией федерального государственного бюджетного учреждения науки Институт органической химии имени Н. Д. Зелинского Российской академии наук, член-корреспондент Российской академии наук (по согласованию)
7. Белова Анна Викторовна — директор государственного бюджетного образовательного учреждения г. Москвы «Гимназия № 1514» (по согласованию)
8. Болдырева Елена Владимировна — заведующая кафедрой федерального государственного бюджетного образовательного учреждения высшего профессионального образования «Новосибирский национальный исследовательский государственный университет» (по согласованию)
9. Велихов Евгений Павлович — академик-секретарь Отделения нанотехнологий и информационных технологий Российской академии наук, президент федерального государственного бюджетного учреждения "Национальный исследовательский центр «Курчатовский институт», академик Российской академии наук (по согласованию)
10. Дынкин Александр Александрович — академик-секретарь Отделения глобальных проблем и международных отношений Российской академии наук, директор федерального государственного бюджетного учреждения науки Институт мировой экономики и международных отношений Российской академии наук, академик Российской академии наук (по согласованию)
11. Егоров Михаил Петрович — директор федерального государственного бюджетного учреждения науки Институт органической химии имени Н. Д. Зелинского Российской академии наук, академик Российской академии наук (по согласованию)
12. Землюков, Сергей Валентинович — ректор федерального государственного бюджетного образовательного учреждения высшего профессионального образования «Алтайский государственный университет» (по согласованию)
13. Каблов Евгений Николаевич — генеральный директор федерального государственного унитарного предприятия «Всероссийский научно-исследовательский институт авиационных материалов», академик Российской академии наук (по согласованию)
14. Квардаков Владимир Валентинович — заместитель председателя совета федерального государственного бюджетного учреждения «Российский фонд фундаментальных исследований», член-корреспондент Российской академии наук (по согласованию)
15. Ковальчук Михаил Валентинович — директор федерального государственного бюджетного учреждения «Национальный исследовательский центр „Курчатовский институт“», директор учреждения Российской академии наук Институт кристаллографии имени А. В. Шубникова РАН, член-корреспондент Российской академии наук
16. Колчанов Николай Александрович — директор федерального государственного бюджетного учреждения науки Институт цитологии и генетики Сибирского отделения Российской академии наук, академик Российской академии наук (по согласованию)
17. Костров Сергей Викторович — директор федерального государственного бюджетного учреждения науки Институт молекулярной генетики Российской академии наук, член-корреспондент Российской академии наук (по согласованию)
18. Кропачев Николай Михайлович — ректор федерального государственного бюджетного образовательного учреждения высшего профессионального образования «Санкт-Петербургский государственный университет»
19. Кузнецова Ольга Владимировна — ведущий научный сотрудник федерального государственного бюджетного учреждения науки Институт системного анализа Российской академии наук (по согласованию)
20. Лукьянов Сергей Анатольевич — заведующий лабораторией федерального государственного бюджетного учреждения науки Институт биоорганической химии имени академиков М. М. Шемякина и Ю. А. Овчинникова Российской академии наук, академик Российской академии наук (по согласованию)
21. Мазуренко Сергей Николаевич — советник директора международной межправительственной научно-исследовательской организации «Объединенный институт ядерных исследований» (по согласованию)
22. Моисеенко Татьяна Ивановна — заведующая отделом федерального государственного бюджетного учреждения науки Институт геохимии и аналитической химии имени В. И. Вернадского Российской академии наук, член-корреспондент Российской академии наук (по согласованию)
23. Огородова Людмила Михайловна — заместитель председателя Комитета Государственной Думы по науке и наукоемким технологиям, член-корреспондент Российской академии медицинских наук (по согласованию)
24. Орлов Виктор Валерьевич — заместитель генерального директора федерального государственного унитарного предприятия "Центральный научно-исследовательский институт конструкционных материалов «Прометей» (по согласованию)
25. Осипов Юрий Сергеевич — президент Российской академии наук, академик Российской академии наук
26. Пиотровский Михаил Борисович — генеральный директор федерального государственного бюджетного учреждения культуры «Государственный Эрмитаж», член-корреспондент Российской академии наук (по согласованию)
27. Потапов Александр Александрович — заместитель директора федерального государственного бюджетного учреждения «Научно-исследовательский институт нейрохирургии имени академика Н. Н. Бурденко» Российской академии медицинских наук, академик Российской академии наук (по согласованию)
28. Примаков Евгений Максимович — академик Российской академии наук (по согласованию)
29. Решетов Игорь Владимирович — руководитель отделения федерального государственного бюджетного учреждения «Московский научно-исследовательский онкологический институт имени П. А. Герцена», член-корреспондент Российской академии медицинских наук (по согласованию)
30. Рубаков Валерий Анатольевич — главный научный сотрудник федерального государственного бюджетного учреждения науки Институт ядерных исследований Российской академии наук, академик Российской академии наук (по согласованию)
31. Садовничий Виктор Антонович — вице-президент Российской академии наук, ректор федерального государственного бюджетного образовательного учреждения высшего профессионального образования «Московский государственный университет имени М. В. Ломоносова», академик Российской академии наук
32. Соловьев Владимир Алексеевич — первый заместитель генерального конструктора открытого акционерного общества «Ракетно-космическая корпорация „Энергия“ имени С. П. Королева», член-корреспондент Российской академии наук (по согласованию)
33. Тестоедов Николай Алексеевич — генеральный конструктор и генеральный директор открытого акционерного общества «Информационные спутниковые системы» имени академика М. Ф. Решетнева", член-корреспондент Российской академии наук (по согласованию)
34. Трубников Григорий Владимирович — заместитель директора лаборатории международной межправительственной научно-исследовательской организации «Объединенный институт ядерных исследований», член-корреспондент Российской академии наук (по согласованию)
35. Хархордин Олег Валерьевич — ректор негосударственного образовательного учреждения высшего профессионального образования «Европейский университет в Санкт-Петербурге» (по согласованию)
36. Хуснутдинова Эльза Камилевна — заведующая отделом федерального государственного бюджетного учреждения науки Институт биохимии и генетики Уфимского научного центра Российской академии наук (по согласованию)
37. Черниговская Татьяна Владимировна — профессор кафедры федерального государственного бюджетного образовательного учреждения высшего профессионального образования «Санкт-Петербургский государственный университет» (по согласованию)
38. Ященко Иван Валерьевич — проректор государственного автономного образовательного учреждения высшего профессионального образования г. Москвы «Московский институт открытого образования» (по согласованию)

Состав президиума Совета (2012)
1. акад. Е. П. Велихов
2. акад. А. А. Дынкин
3. член-корр. РАН М. В. Ковальчук
4. д.ю.н., ректор СПбГУ Н. М. Кропачев
5. акад. С. А. Лукьянов
6. к.ф.-м.н. С. Н. Мазуренко
7. д.м.н. Л. М. Огородова
8. акад., президент РАН Ю. С. Осипов
9. акад. Е. М. Примаков
10. акад., ректор МГУ В. А. Садовничий
11. член-корр. РАН Г. В. Трубников
12. д.ф.-м.н. А. А. Фурсенко
13. к.ф.-м.н. А. В. Хлунов

1. Путин Владимир Владимирович — президент Российской Федерации (председатель Совета)
2. Фортов Владимир Евгеньевич — президент Российской академии наук, академик Российской академии наук (заместитель председателя Совета)
3. Фурсенко Андрей Александрович — помощник президента Российской Федерации (заместитель председателя Совета)
4. Хлунов Александр Витальевич — начальник Управления президента Российской Федерации по научно-образовательной политике (секретарь Совета)
5. Адрианов Андрей Владимирович — директор федерального государственного бюджетного учреждения науки Институт биологии моря имени А. В. Жирмунского Дальневосточного отделения Российской академии наук, академик Российской академии наук (по согласованию)
6. Аксёнов Виктор Лазаревич — директор федерального государственного бюджетного учреждения «Петербургский институт ядерной физики имени Б. П. Константинова», член-корреспондент Российской академии наук (по согласованию)
7. Белова Анна Викторовна — директор государственного бюджетного образовательного учреждения г. Москвы «Гимназия № 1514» (по согласованию)
8. Булаев Николай Иванович — депутат Государственной Думы Федерального Собрания Российской Федерации (по согласованию)
9. Велихов, Евгений Павлович — академик-секретарь Отделения нанотехнологий и информационных технологий Российской академии наук, президент федерального государственного бюджетного учреждения «Национальный исследовательский центр „Курчатовский институт“», академик Российской академии наук (по согласованию)
10. Глыбочко Пётр Витальевич — ректор государственного бюджетного образовательного учреждения высшего профессионального образования «Первый Московский государственный медицинский университет имени И. М. Сеченова» Минздрава России, член-корреспондент Российской академии медицинских наук (по согласованию)
11. Дынкин Александр Александрович — академик-секретарь Отделения глобальных проблем и международных отношений Российской академии наук, директор федерального государственного бюджетного учреждения науки Институт мировой экономики и международных отношений Российской академии наук, академик Российской академии наук (по согласованию)
12. Егоров Михаил Петрович — директор федерального государственного бюджетного учреждения науки Институт органической химии имени Н. Д. Зелинского Российской академии наук, академик Российской академии наук (по согласованию)
13. Каблов Евгений Николаевич — генеральный директор федерального государственного унитарного предприятия «Всероссийский научно-исследовательский институт авиационных материалов», академик Российской академии наук (по согласованию)
14. Ковальчук Михаил Валентинович — директор федерального государственного бюджетного учреждения «Национальный исследовательский центр „Курчатовский институт“», член-корреспондент Российской академии наук
15. Колчанов Николай Александрович — директор федерального государственного бюджетного учреждения науки Институт цитологии и генетики Сибирского отделения Российской академии наук, академик Российской академии наук (по согласованию)
16. Красников Геннадий Яковлевич — генеральный конструктор открытого акционерного общества "НИИ молекулярной электроники и завод «Микрон», академик Российской академии наук (по согласованию)
17. Кропачев Николай Михайлович — ректор федерального государственного бюджетного образовательного учреждения высшего профессионального образования «Санкт-Петербургский государственный университет»
18. Кудряшова Елена Владимировна — ректор федерального государственного автономного образовательного учреждения высшего профессионального образования «Северный (Арктический) федеральный университет имени М. В. Ломоносова» (по согласованию)
19. Кузнецова Ольга Владимировна — ведущий научный сотрудник федерального государственного бюджетного учреждения науки Институт системного анализа Российской академии наук (по согласованию)
20. Лисица Андрей Валерьевич — заместитель директора федерального государственного бюджетного учреждения «Научно-исследовательский институт биомедицинской химии имени В. Н. Ореховича» Российской академии медицинских наук, член-корреспондент Российской академии медицинских наук (по согласованию)
21. Лукьянов Сергей Анатольевич — заведующий лабораторией федерального государственного бюджетного учреждения науки Институт биоорганической химии имени академиков М. М. Шемякина и Ю. А. Овчинникова Российской академии наук, академик Российской академии наук (по согласованию)
22. Мазуренко Сергей Николаевич — советник директора международной межправительственной научно-исследовательской организации «Объединенный институт ядерных исследований» (по согласованию)
23. Макаров Александр Александрович — директор федерального государственного бюджетного учреждения науки Институт молекулярной биологии имени В. А. Энгельгардта Российской академии наук, академик Российской академии наук (по согласованию)
24. Моисеенко Татьяна Ивановна — заведующая отделом федерального государственного бюджетного учреждения науки Институт геохимии и аналитической химии им. В. И. Вернадского Российской академии наук, член-корреспондент Российской академии наук (по согласованию)
25. Орлов Виктор Валерьевич — заместитель генерального директора федерального государственного унитарного предприятия "Центральный научно-исследовательский институт конструкционных материалов «Прометей» (по согласованию)
26. Осипов Юрий Сергеевич — академик Российской академии наук
27. Пиотровский Михаил Борисович — генеральный директор федерального государственного бюджетного учреждения культуры «Государственный Эрмитаж», член-корреспондент Российской академии наук (по согласованию)
28. Потапов Александр Александрович — заместитель директора федерального государственного бюджетного учреждения «Научно-исследовательский институт нейрохирургии имени академика Н. Н. Бурденко» Российской академии медицинских наук, академик Российской академии наук (по согласованию)
29. Примаков Евгений Максимович — академик Российской академии наук (по согласованию)
30. Рудской Андрей Иванович — ректор федерального государственного бюджетного образовательного учреждения высшего профессионального образования «Санкт-Петербургский государственный политехнический университет», член- корреспондент Российской академии наук (по согласованию)
31. Садовничий Виктор Антонович — вице-президент Российской академии наук, ректор федерального государственного бюджетного образовательного учреждения высшего профессионального образования «Московский государственный университет имени М. В. Ломоносова», академик Российской академии наук
32. Скрябин Константин Георгиевич — директор федерального государственного бюджетного учреждения науки Центр «Биоинженерия» Российской академии наук, академик Российской академии наук (по согласованию)
33. Соловьёв Владимир Алексеевич — первый заместитель генерального конструктора открытого акционерного общества «Ракетно-космическая корпорация „Энергия“ имени С. П. Королёва», член-корреспондент Российской академии наук (по согласованию)
34. Тестоедов Николай Алексеевич — генеральный конструктор и генеральный директор открытого акционерного общества «Информационные спутниковые системы» имени академика М. Ф. Решетнева", член-корреспондент Российской академии наук (по согласованию)
35. Тихонович Игорь Анатольевич — директор государственного научного учреждения «Всероссийский научно-исследовательский институт сельскохозяйственной микробиологии» Российской академии сельскохозяйственных наук, академик Российской академии сельскохозяйственных наук (по согласованию)
36. Хархордин Олег Валерьевич — ректор негосударственного образовательного учреждения высшего профессионального образования «Европейский университет в Санкт-Петербурге» (по согласованию)
37. Черниговская Татьяна Владимировна — профессор кафедры федерального государственного бюджетного образовательного учреждения высшего профессионального образования «Санкт-Петербургский государственный университет» (по согласованию)
38. Ященко Иван Валерьевич — проректор государственного автономного образовательного учреждения высшего профессионального образования г. Москвы «Московский институт открытого образования» (по согласованию)

Состав президиума Совета (2013)
1. д. п. н. Н. И. Булаев
2. акад. Е. П. Велихов
3. акад. А. А. Дынкин
4. член-корр. РАН М. В. Ковальчук
5. д. ю. н., ректор СПбГУ Н. М. Кропачев
6. акад. С. А. Лукьянов
7. к. ф.-м. н. С. Н. Мазуренко
8. акад. Е. М. Примаков
9. член-корр. РАН А. И. Рудской
10. акад., ректор МГУ В. А. Садовничий
11. акад., президент РАН В. Е. Фортов
12. д. ф.-м. н. А. А. Фурсенко
13. к. ф.-м. н. А. В. Хлунов

1. Путин Владимир Владимирович — президент Российской Федерации (председатель Совета)
2. Фортов Владимир Евгеньевич — президент Российской академии наук, академик Российской академии наук (заместитель председателя Совета)
3. Фурсенко Андрей Александрович — помощник президента Российской Федерации (заместитель председателя Совета)
4. Биленкина Инна Петровна — начальник Управления президента Российской Федерации по научно-образовательной политике (секретарь Совета)
5. Адрианов Андрей Владимирович — заместитель председателя Дальневосточного отделения Российской академии наук, директор федерального государственного бюджетного учреждения науки Институт биологии моря имени А. В. Жирмунского Дальневосточного отделения Российской академии наук, академик Российской академии наук
6. Белова Анна Викторовна — директор государственного бюджетного образовательного учреждения г. Москвы «Гимназия № 1514» (по согласованию)
7. Бокерия Ольга Леонидовна — главный научный сотрудник федерального государственного бюджетного учреждения «Научный центр сердечно-сосудистой хирургии имени А. Н. Бакулева» Минздрава России (по согласованию)
8. Боровская Марина Александровна — ректор федерального государственного автономного образовательного учреждения высшего образования «Южный федеральный университет»
9. Булаев Николай Иванович — депутат Государственной Думы Федерального Собрания Российской Федерации (по согласованию)
10. Велихов Евгений Павлович — академик-секретарь Отделения нанотехнологий и информационных технологий Российской академии наук, президент федерального государственного бюджетного учреждения «Национальный исследовательский центр „Курчатовский институт“», академик Российской академии наук
11. Вербицкая Людмила Алексеевна — президент федерального государственного бюджетного учреждения «Российская академия образования», академик Российской академии образования
12. Глыбочко Пётр Витальевич — ректор государственного бюджетного образовательного учреждения высшего профессионального образования «Первый Московский государственный медицинский университет имени И. М. Сеченова» Минздрава России, член-корреспондент Российской академии наук
13. Донич Сергей Георгиевич — ректор федерального государственного автономного образовательного учреждения высшего образования «Крымский федеральный университет имени В. И. Вернадского»
14. Дутов Андрей Владимирович — генеральный директор федерального государственного бюджетного учреждения «Национальный исследовательский центр „Институт имени Н. Е. Жуковского“»
15. Дынкин Александр Александрович — академик-секретарь Отделения глобальных проблем и международных отношений Российской академии наук, директор федерального государственного бюджетного учреждения науки Институт мировой экономики и международных отношений Российской академии наук, академик Российской академии наук
16. Ковальчук Михаил Валентинович — директор федерального государственного бюджетного учреждения «Национальный исследовательский центр „Курчатовский институт“», член-корреспондент Российской академии наук
17. Колчанов Николай Александрович — директор федерального государственного бюджетного научного учреждения «Федеральный исследовательский центр Институт цитологии и генетики Сибирского отделения Российской академии наук», академик Российской академии наук
18. Косоуров Виктор Семёнович — первый заместитель председателя Комитета Совета Федерации по науке, образованию и культуре (по согласованию)
19. Кропачев Николай Михайлович — ректор федерального государственного бюджетного образовательного учреждения высшего образования «Санкт-Петербургский государственный университет»
20. Лисица Андрей Валерьевич — заместитель директора федерального государственного бюджетного научного учреждения «Научно-исследовательский институт биомедицинской химии имени В. Н. Ореховича», член-корреспондент Российской академии наук (по согласованию)
21. Мазуренко Сергей Николаевич — советник директора международной межправительственной научно-исследовательской организации «Объединённый институт ядерных исследований» (по согласованию)
22. Макаров Александр Александрович — директор федерального государственного бюджетного учреждения науки Институт молекулярной биологии имени В. А. Энгельгардта Российской академии наук, академик Российской академии наук (по согласованию)
23. Макаров Николай Андреевич — директор федерального государственного бюджетного учреждения науки Институт археологии Российской академии наук, академик Российской академии наук
24. Осипов Юрий Сергеевич — академик Российской академии наук (по согласованию)
25. Пиотровский Михаил Борисович — генеральный директор федерального государственного бюджетного учреждения культуры «Государственный Эрмитаж», член-корреспондент Российской академии наук
26. Погосян Михаил Асланович — заведующий кафедрой федерального государственного бюджетного образовательного учреждения высшего профессионального образования «Московский авиационный институт (национальный исследовательский университет)», академик Российской академии наук (по согласованию)
27. Потапов Александр Александрович — директор федерального государственного бюджетного учреждения «Научно-исследовательский институт нейрохирургии имени академика Н. Н. Бурденко» Минздрава России, академик Российской академии наук
28. Рудской Андрей Иванович — ректор федерального государственного автономного образовательного учреждения высшего образования «Санкт-Петербургский политехнический университет имени Петра Великого», член-корреспондент Российской академии наук
29. Садовничий Виктор Антонович — ректор федерального государственного бюджетного образовательного учреждения высшего образования «Московский государственный университет имени М. В. Ломоносова», академик Российской академии наук
30. Скрябин Константин Георгиевич — научный руководитель федерального государственного учреждения "Федеральный исследовательский центр «Фундаментальные основы биотехнологии» Российской академии наук, академик Российской академии наук (по согласованию)
31. Соколов Игорь Анатольевич — директор федерального государственного учреждения «Федеральный исследовательский центр „Информатика и управление“ Российской академии наук», академик Российской академии наук
32. Соловьёв Владимир Алексеевич — первый заместитель генерального конструктора открытого акционерного общества «Ракетно-космическая корпорация „Энергия“ имени С. П. Королёва», член-корреспондент Российской академии наук (по согласованию)
33. Тихонович Игорь Анатольевич — директор федерального государственного бюджетного научного учреждения «Всероссийский научно-исследовательский институт сельскохозяйственной микробиологии», академик Российской академии наук
34. Торкунов Анатолий Васильевич — ректор федерального государственного автономного образовательного учреждения высшего образования «Московский государственный институт международных отношений (университет) Министерства иностранных дел Российской Федерации», академик Российской академии наук
35. Хархордин Олег Валерьевич — ректор негосударственного образовательного учреждения высшего профессионального образования «Европейский университет в Санкт-Петербурге» (по согласованию)
36. Хлунов Александр Витальевич — генеральный директор Российского научного фонда
37. Хохлов Алексей Ремович — проректор федерального государственного бюджетного образовательного учреждения высшего образования «Московский государственный университет имени М. В. Ломоносова» (по согласованию)
38. Черниговская Татьяна Владимировна — профессор федерального государственного бюджетного образовательного учреждения высшего образования «Санкт-Петербургский государственный университет» (по согласованию)
39. Шмелёва Елена Владимировна — руководитель унитарной некоммерческой нетиповой образовательной организации Фонд «Талант и успех» (по согласованию)
40. Ященко Иван Валерьевич — директор государственного автономного образовательного учреждения дополнительного профессионального образования г. Москвы «Центр педагогического мастерства» (по согласованию)

Состав президиума Совета (2015)
1. И. П. Биленкина
2. д. п. н. Н. И. Булаев
3. акад. А. А. Дынкин
4. член-корр. РАН М. В. Ковальчук
5. акад. Н. А. Колчанов
6. д. ю. н., ректор СПбГУ Н. М. Кропачев
7. к. ф.-м. н. С. Н. Мазуренко
8. акад. А. А. Макаров
9. акад. М. А. Погосян
10. акад., ректор МГУ В. А. Садовничий
11. акад. И. А. Соколов
12. акад. А. В. Торкунов
13. акад., президент РАН В. Е. Фортов
14. д. ф.-м. н. А. А. Фурсенко
15. к. ф.-м. н. А. В. Хлунов

1. Путин Владимир Владимирович — президент Российской Федерации (председатель Совета)
2. Сергеев Александр Михайлович — президент федерального государственного бюджетного учреждения «Российская академия наук», академик Российской академии наук (заместитель председателя Совета)
3. Фурсенко Андрей Александрович — помощник президента Российской Федерации (заместитель председателя Совета)
4. Биленкина Инна Петровна — начальник Управления президента Российской Федерации по научно-образовательной политике (секретарь Совета)
5. Аветисян Арутюн Ишханович — директор федерального государственного бюджетного учреждения науки Институт системного программирования имени В. П. Иванникова Российской академии наук, член-корреспондент Российской академии наук
6. Анисимов Евгений Викторович — научный руководитель департамента истории Санкт-Петербургского филиала федерального государственного автономного образовательного учреждения высшего образования "Национальный исследовательский университет «Высшая школа экономики» (по согласованию)
7. Боровская Марина Александровна — ректор федерального государственного автономного образовательного учреждения высшего образования «Южный федеральный университет»
8. Вербицкая Людмила Алексеевна — президент федерального государственного бюджетного учреждения «Российская академия образования», академик Российской академии образования
9. Глыбочко Пётр Витальевич — ректор федерального государственного бюджетного образовательного учреждения высшего образования «Первый Московский государственный медицинский университет имени И. М. Сеченова» Минздрава России, академик Российской академии наук
10. Донцова Ольга Анатольевна — заведующая кафедрой химического факультета федерального государственного бюджетного образовательного учреждения высшего образования «Московский государственный университет имени М. В. Ломоносова», академик Российской академии наук (по согласованию)
11. Дынкин Александр Александрович — академик-секретарь Отделения глобальных проблем и международных отношений Российской академии наук, президент (научный руководитель) федерального государственного бюджетного учреждения науки Институт мировой экономики и международных отношений имени Е. М. Примакова Российской академии наук, академик Российской академии наук
12. Ершова Галина Гавриловна — главный научный сотрудник учебно-научного мезоамериканского центра имени Ю. В. Кнорозова федерального государственного бюджетного образовательного учреждения высшего образования «Российский государственный гуманитарный университет» (по согласованию)
13. Калашникова Александра Михайловна — старший научный сотрудник федерального государственного бюджетного учреждения науки Физико-технический институт имени А. Ф. Иоффе Российской академии наук (по согласованию)
14. Кобякова Ольга Сергеевна ректор федерального государственного бюджетного образовательного учреждения высшего образования «Сибирский государственный медицинский университет» Минздрава России
15. Ковальчук Михаил Валентинович — директор федерального государственного бюджетного учреждения «Национальный исследовательский центр „Курчатовский институт“», член-корреспондент Российской академии наук
16. Козлов Валерий Васильевич — вице-президент федерального государственного бюджетного учреждения «Российская академия наук», академик Российской академии наук (по согласованию)
17. Кропачев Николай Михайлович — ректор федерального государственного бюджетного образовательного учреждения высшего образования «Санкт-Петербургский государственный университет»
18. Лисица Андрей Валерьевич — заместитель директора федерального государственного бюджетного научного учреждения «Научно-исследовательский институт биомедицинской химии имени В. Н. Ореховича», академик Российской академии наук (по согласованию)
19. Литвиненко Владимир Стефанович — ректор федерального государственного бюджетного образовательного учреждения высшего образования «Санкт-Петербургский горный университет»
20. Логачев Павел Владимирович — директор федерального государственного бюджетного учреждения науки Институт ядерной физики имени Г. И. Будкера Сибирского отделения Российской академии наук, академик Российской академии наук
21. Мазуренко Сергей Николаевич — советник директора международной межправительственной научно-исследовательской организации «Объединённый институт ядерных исследований» (по согласованию)
22. Макаров Александр Александрович — директор федерального государственного бюджетного учреждения науки Институт молекулярной биологии имени В. А. Энгельгардта Российской академии наук, академик Российской академии наук (по согласованию)
23. Оганов Артём Ромаевич — профессор автономной некоммерческой образовательной организации высшего образования «Сколковский институт науки и технологий» (по согласованию)
24. Онищенко Геннадий Григорьевич — депутат Государственной Думы Федерального Собрания Российской Федерации, академик Российской академии наук (по согласованию)
25. Осипов Юрий Сергеевич — советник федерального государственного бюджетного учреждения «Российская академия наук», академик Российской академии наук (по согласованию)
26. Плугатарь Юрий Владимирович — директор федерального государственного бюджетного учреждения науки «Ордена Трудового Красного Знамени Никитский ботанический сад — Национальный научный центр РАН», член-корреспондент Российской академии наук
27. Погосян Михаил Асланович — ректор федерального государственного бюджетного образовательного учреждения высшего образования «Московский авиационный институт (национальный исследовательский университет)», академик Российской академии наук (по согласованию)
28. Пратусевич Максим Яковлевич — директор государственного бюджетного общеобразовательного учреждения «Президентский физико-математический лицей № 239» (по согласованию)
29. Реморенко Игорь Михайлович — ректор государственного автономного образовательного учреждения высшего образования г. Москвы «Московский городской педагогический университет» (по согласованию)
30. Садовничий Виктор Антонович — ректор федерального государственного бюджетного образовательного учреждения высшего образования «Московский государственный университет имени М. В. Ломоносова», академик Российской академии наук
31. Соколов Игорь Анатольевич — директор федерального государственного учреждения «Федеральный исследовательский центр „Информатика и управление“ Российской академии наук», академик Российской академии наук
32. Соломонов Юрий Семёнович — первый заместитель генерального директора — генеральный конструктор акционерного общества "Корпорация «Московский институт теплотехники», академик Российской академии наук (по согласованию)
33. Торкунов Анатолий Васильевич — ректор федерального государственного автономного образовательного учреждения высшего образования «Московский государственный институт международных отношений (университет) Министерства иностранных дел Российской Федерации», академик Российской академии наук
34. Трухачев Владимир Иванович — ректор федерального государственного бюджетного образовательного учреждения высшего образования «Ставропольский государственный аграрный университет», академик Российской академии наук
35. Умаханов Ильяс Магомед-Саламович — заместитель Председателя Совета Федерации Федерального Собрания Российской Федерации (по согласованию)
36. Фортов Владимир Евгеньевич — академик Российской академии наук
37. Хлунов Александр Витальевич — генеральный директор Российского научного фонда
38. Шагалиев Рашит Мирзагалиевич заместитель директора федерального государственного унитарного предприятия «Российский федеральный ядерный центр — Всероссийский научно-исследовательский институт экспериментальной физики» (по согласованию)
39. Шляхто Евгений Владимирович — генеральный директор федерального государственного бюджетного учреждения «Национальный медицинский исследовательский центр имени В. А. Алмазова» Минздрава России
40. Шмелёва Елена Владимировна — руководитель образовательного фонда «Талант и успех» (по согласованию)

Состав президиума Совета (2017)
1. И. П. Биленкина
2. д. э. н. М. А. Боровская
3. д. фил. н. Л. А. Вербицкая (1936—2019)
4. акад. А. А. Дынкин
5. член-корр. РАН М. В. Ковальчук
6. к. ф.-м. н. С. Н. Мазуренко
7. акад. А. А. Макаров
8. акад. Г. Г. Онищенко
9. акад. М. А. Погосян
10. акад., ректор МГУ В. А. Садовничий
11. акад., президент РАН А. М. Сергеев
12. акад. А. В. Торкунов
13. д. ф.-м. н. А. А. Фурсенко
14. к. ф.-м. н. А. В. Хлунов
15. д. ф.-м. н. Р. М. Шагалиев

Указом Президента РФ от 24.10.2018 № 600 из состава Совета была исключена М. А. Боровская.
Указом Президента РФ от 25.12.2018 № 748 из состава Совета были исключены А. А. Дынкин, А. В. Лисица, А. А. Макаров и И. А. Соколов; в состав включены В. А. Беспалов (член президиума), М. П. Никитин, В. Н. Фальков, Е. К. Хлесткина и А. А. Шабунова; членами президиума назначены П. В. Глыбочко и Е. В. Шмелёва.
1. Путин Владимир Владимирович — президент Российской Федерации (председатель Совета)
2. Сергеев Александр Михайлович — президент федерального государственного бюджетного учреждения «Российская академия наук», академик Российской академии наук (заместитель председателя Совета)
3. Фурсенко Андрей Александрович — помощник президента Российской Федерации (заместитель председателя Совета)
4. Биленкина Инна Петровна — начальник Управления президента Российской Федерации по научно-образовательной политике (секретарь Совета)
5. Асатурова Анжела Михайловна — директор федерального государственного бюджетного учреждения «Всероссийский научно-исследовательский институт биологической защиты растений», кандидат биологических наук
6. Беспалов Владимир Александрович — ректор федерального государственного автономного образовательного учреждения высшего образования «Национальный исследовательский университет "Московский институт электронной техники»
7. Дорофеев Владимир Юрьевич — генеральный директор акционерного общества «Санкт-Петербургское морское бюро машиностроения «Малахит» (по согласованию)
8. Ершова Галина Гавриловна — директор учебно-научного Мезоамериканского центра им. Ю. В. Кнорозова федерального государственного бюджетного образовательного учреждения высшего образования «Российский государственный гуманитарный университет» (по согласованию)
9. Загайнова Елена Вадимовна — ректор федерального государственного автономного образовательного учреждения высшего образования «Национальный исследовательский Нижегородский государственный университет имени Н. И. Лобачевского», член-корреспондент Российской академии наук
10. Зинченко Юрий Петрович — президент Российской академии образования, академик Российской академии образования
11. Катцов Владимир Михайлович — директор федерального государственного бюджетного учреждения "Главная геофизическая обсерватория им.А.И.Воейкова"
12. Ковальчук Михаил Валентинович — президент федерального государственного бюджетного учреждения «Национальный исследовательский центр "Курчатовский институт"», член-корреспондент Российской академии наук
13. Козлов Валерий Васильевич — вице-президент Российской академии наук, академик Российской академии наук
14. Кропачев Николай Михайлович — ректор федерального государственного бюджетного образовательного учреждения высшего образования «Санкт-Петербургский государственный университет», член-корреспондент Российской академии наук
15. Литвиненко Bладимир Стефанович — ректор федерального государственного бюджетного образовательного учреждения высшего образования «Санкт-Петербургский горный университет»
16. Мазуренко Сергей Николаевич — советник директора международной межправительственной научно-исследовательской организации «Объединённый институт ядерных исследований» (по согласованию)
17. Максютов Ринат Амирович — генеральный директор федерального бюджетного учреждения науки «Государственный научный центр вирусологии и биотехнологии "Вектор" Роспотребнадзора
18. Марченков Никита Владимирович — заместитель руководителя Комплекса по общим и научным вопросам федерального государственного бюджетного учреждения "Национальный исследовательский центр "Курчатовский институт" (по согласованию)
19. Никитин Максим Петрович — старший научный сотрудник - заведующий лабораторией нанобиотехнологий федерального государственного автономного образовательного учреждения высшего образования "Московский физико-технический институт (национальный исследовательский университет)" (по согласованию)
20. Онищенко Геннадий Григорьевич — депутат Государственной Думы Федерального Собрания Российской Федерации, академик Российской академии наук (по согласованию)
21. Оселедец Иван Валерьевич — профессор автономной некоммерческой образовательной организации высшего образования "Сколковский институт науки и технологий" (по согласованию)
22. Осипов Юрий Сергеевич — советник федерального государственного бюджетного учреждения «Российская академия наук», академик Российской академии наук (по согласованию)
23. Плугатарь Юрий Владимирович — директор федерального государственного бюджетного учреждения науки «Ордена Трудового Красного Знамени Никитский ботанический сад — Национальный научный центр РАН», член-корреспондент Российской академии наук
24. Попова Ирина Фёдоровна — директор федерального государственного бюджетного учреждения науки «Институт восточных рукописей Российской академии наук", член-корреспондент Российской академии наук
25. Пратусевич Максим Яковлевич — директор государственного бюджетного общеобразовательного учреждения «Президентский физико-математический лицей № 239» (по согласованию)
26. Пушкарь Дмитрий Юрьевич — заведующий кафедрой урологии федерального государственного бюджетного образовательного учреждения высшего образования «Московский государственный медико-стоматологический университет имени А.И.Евдокимова" Минздрава России, академик Российской академии наук (по согласованию)
27. Реморенко Игорь Михайлович — ректор государственного автономного образовательного учреждения высшего образования г. Москвы «Московский городской педагогический университет» (по согласованию)
28. Садовничий Виктор Антонович — ректор федерального государственного бюджетного образовательного учреждения высшего образования «Московский государственный университет имени М. В. Ломоносова», академик Российской академии наук
29. Торкунов Анатолий Васильевич — ректор федерального государственного автономного образовательного учреждения высшего образования «Московский государственный институт международных отношений (университет) Министерства иностранных дел Российской Федерации», академик Российской академии наук
30. Третьяк Наталья Владимировна — первый вице-президент "Газпромбанка" (Акционерное общество) (по согласованию)
31. Умаханов Ильяс Магомед-Саламович — заместитель Председателя Совета Федерации Федерального Собрания Российской Федерации (по согласованию)
32. Уразов Роберт Наилевич — генеральный директор Союза "Агентство развития профессиональных сообществ и рабочих кадров "Молодые профессионалы (Ворлдскиллс Россия) (по согласованию)
33. Фёдоров Александр Александрович — временно исполняющий обязанности ректора федерального государственного автономного образовательного учреждения высшего образования «Балтийский федеральный университет имени Иммануила Канта»
34. Фортов Владимир Евгеньевич — академик-секретарь Отделения энергетики, машиностроения, механики и процессов управления Российской академии наук, академик Российской академии наук (по согласованию)
35. Хлёсткина Елена Константиновна — директор федерального государственного бюджетного научного учреждения «Федеральный исследовательский центр Всероссийский институт генетических ресурсов растений имени Н.И.Вавилова»
36. Хлунов Александр Витальевич — генеральный директор Российского научного фонда
37. Шагалиев Рашит Мирзагалиевич — заместитель директора федерального государственного унитарного предприятия «Российский федеральный ядерный центр — Всероссийский научно-исследовательский институт экспериментальной физики» (по согласованию)
38. Шишацкая Екатерина Игоревна — заведующая кафедрой медицинской биологии Института фундаментальной биологии и биотехнологии федерального государственного автономного образовательного учреждения высшего образования "Сибирский федеральный универсистет" (по согласованию)
39. Шляхто Евгений Владимирович — генеральный директор федерального государственного бюджетного учреждения «Национальный медицинский исследовательский центр имени В. А. Алмазова» Минздрава России, академик Российской академии наук
40. Шмелёва Елена Владимировна — руководитель образовательного фонда «Талант и успех» (по согласованию)

Состав президиума Совета (2020)
1. д. ф.-м. н. А. А. Фурсенко
2. И. П. Биленкина
3. член-корр. РАН М. В. Ковальчук
4. к. ф.-м. н. М. П. Никитин
5. акад. Г. Г. Онищенко
6. к. ф.-м. н. М. Я. Пратусевич
7. акад., ректор МГУ В. А. Садовничий
8. акад., президент РАН А. М. Сергеев
9. акад. А. В. Торкунов
10. Р. Н. Уразов
11. д. ф.-м. н. Р. М. Шагалиев

Указом Президента РФ от 25.01.2021 № 44 из состава Совета был исключен В. Е. Фортов; в состав был включен М. С. Орешкин.
1. Путин Владимир Владимирович — Президент Российской Федерации (председатель Совета)
2. Медведев Дмитрий Анатольевич — Заместитель Председателя Совета Безопасности Российской Федерации (заместитель председателя Совета)
3. Фурсенко Андрей Александрович — помощник президента Российской Федерации (секретарь Совета)
4. Аверьянов Юрий Тимофеевич — первый заместитель Секретаря Совета Безопасности Российской Федерации
5. Асатурова Анжела Михайловна — директор федерального государственного бюджетного научного учреждения «Федеральный научный центр биологической защиты растений»
6. Беспалов Владимир Александрович — ректор федерального государственного автономного образовательного учреждения высшего образования «Национальный исследовательский университет "Московский институт электронной техники»
7. Биленкина Инна Петровна — начальник Управления президента Российской Федерации по научно-образовательной политике
8. Бунина Елена Игоревна — генеральный директор общества с ограниченной ответственностью «ЯНДЕКС» (по согласованию)
9. Войтоловский Фёдор Генрихович — директор федерального государственного бюджетного научного «Национальный исследовательский институт мировой экономики и международных отношений имени Е.М.Примакова Российской академии наук», член-корреспондент Российской академии наук
10. Дворкович Александр Викторович — председатель некоммерческой организации Фонд развития Центра разработки и коммерциализации новых технологий (по согласованию)
11. Дорофеев Владимир Юрьевич — генеральный директор акционерного общества «Санкт-Петербургское морское бюро машиностроения «Малахит» (по согласованию)
12. Загайнова Елена Вадимовна — ректор федерального государственного автономного образовательного учреждения высшего образования «Национальный исследовательский Нижегородский государственный университет имени Н. И. Лобачевского», член-корреспондент Российской академии наук
13. Зинченко Юрий Петрович — директор федерального государственного бюджетного научного учреждения «Психологический институт Российской академии образования», академик Российской академии образования
14. Каляев Игорь Анатольевич — научный руководитель направления федерального государственного автономного образовательного учреждения высшего образования «Южный федеральный университет», академик Российской академии наук (по согласованию)
15. Катцов Владимир Михайлович — директор федерального государственного бюджетного учреждения "Главная геофизическая обсерватория им.А.И.Воейкова"
16. Ковальчук Михаил Валентинович — президент федерального государственного бюджетного учреждения «Национальный исследовательский центр "Курчатовский институт"», член-корреспондент Российской академии наук
17. Козлов Валерий Васильевич — председатель комиссии по кадровым вопросам Совета при Президенте Российской Федерации по науке и образованию, вице-президент Российской академии наук, академик Российской академии наук
18. Кропачев Николай Михайлович — ректор федерального государственного бюджетного образовательного учреждения высшего образования «Санкт-Петербургский государственный университет», член-корреспондент Российской академии наук
19. Лихачёв Алексей Евгеньевич — генеральный директор Госкорпорации «Росатом»
20. Максютов Ринат Амирович — генеральный директор федерального бюджетного учреждения науки «Государственный научный центр вирусологии и биотехнологии "Вектор" Роспотребнадзора
21. Мантуров Денис Валентинович — Министр промышленности и торговли Российской Федерации
22. Марченков Никита Владимирович — председатель координационного совета по делам молодежи в научной и образовательной сферах Совета при Президенте Российской Федерации по науке и образованию
23. Мурашко Михаил Альбертович — Министр здравоохранения Российской Федерации
24. Никитин Максим Петрович — старший научный сотрудник - заведующий лабораторией нанобиотехнологий федерального государственного автономного образовательного учреждения высшего образования "Московский физико-технический институт (национальный исследовательский университет)" (по согласованию)
25. Онищенко Геннадий Григорьевич — депутат Государственной Думы Федерального Собрания Российской Федерации, академик Российской академии наук (по согласованию)
26. Орешкин Максим Станиславович — помощник Президента Российской Федерации
27. Оселедец Иван Валерьевич — профессор автономной некоммерческой образовательной организации высшего образования "Сколковский институт науки и технологий" (по согласованию)
28. Осипов Юрий Сергеевич — академик Российской академии наук (по согласованию)
29. Патрушев Дмитрий Николаевич — Министр сельского хозяйства Российской Федерации
30. Попова Ирина Фёдоровна — директор федерального государственного бюджетного учреждения науки «Институт восточных рукописей Российской академии наук", член-корреспондент Российской академии наук
31. Пратусевич Максим Яковлевич — директор государственного бюджетного общеобразовательного учреждения «Президентский физико-математический лицей № 239» (по согласованию)
32. Пушкарь Дмитрий Юрьевич — заведующий кафедрой урологии федерального государственного бюджетного образовательного учреждения высшего образования «Московский государственный медико-стоматологический университет имени А.И.Евдокимова" Минздрава России, академик Российской академии наук (по согласованию)
33. Садовничий Виктор Антонович — президент Общероссийской общественной организации «Российский союз ректоров», академик Российской академии наук
34. Сергеев Александр Михайлович — президент «Российской академии наук», академик Российской академии наук
35. Торкунов Анатолий Васильевич — ректор федерального государственного автономного образовательного учреждения высшего образования «Московский государственный институт международных отношений (университет) Министерства иностранных дел Российской Федерации», академик Российской академии наук
36. Травников Андрей Александрович — Губернатор Новосибирской области, председатель комиссии Государственного Совета Российской Федерации по направлению «Наука» (по согласованию)
37. Третьяк Наталья Владимировна — первый вице-президент "Газпромбанка" (Акционерное общество) (по согласованию)
38. Умаханов Ильяс Магомед-Саламович — заместитель Председателя Совета Федерации Федерального Собрания Российской Федерации (по согласованию)
39. Уразов Роберт Наилевич — генеральный директор автономной некоммерческой организации "Агентство развития профессионального мастерства" (Ворлдскиллс Россия) (по согласованию)
40. Фальков Валерий Николаевич — Министр науки и высшего образования Российской Федерации
41. Фёдоров Александр Александрович — ректор федерального государственного автономного образовательного учреждения высшего образования «Балтийский федеральный университет имени Иммануила Канта»
42. Хатьков Игорь Евгеньевич — директор государственного бюджетного учреждения здравоохранения г.Москвы "Московский клинический научно-практический центр имени А.С.Логинова Департамента здравоохранения города Москвы", член-корреспондент Российской академии наук (по согласованию)
43. Хлёсткина Елена Константиновна — директор федерального государственного бюджетного научного учреждения «Федеральный исследовательский центр Всероссийский институт генетических ресурсов растений имени Н.И.Вавилова»
44. Хлунов Александр Витальевич — генеральный директор Российского научного фонда
45. Цаликов Руслан Хаджисмелович — первый заместитель Министра обороны Российской Федерации
46. Чернышенко Дмитрий Николаевич — Заместитель Председателя Правительства Российской Федерации
47. Шадаев Максут Игоревич — Министр цифрового развития, связи и массовых коммуникаций Российской Федерации
48. Шмелёва Елена Владимировна — руководитель образовательного фонда «Талант и успех» (по согласованию)

Состав президиума Совета (2021)
1. к. ю. н. Д. А. Медведев
2. д. ф.-м. н. А. А. Фурсенко
3. Ю. Т. Аверьянов
4. член-корр. РАН Ф. Г. Войтоловский
5. член-корр. РАН А. В. Дворкович
6. член-корр. РАН М. В. Ковальчук
7. д. э. н. А. Е. Лихачёв
8. д. э. н. Д. В. Мантуров
9. д. мед. н. М. А. Мурашко
10. к. ф.-м. н. М. П. Никитин
11. д. э. н. Д. Н. Патрушев
12. к. ф.-м. н. М. Я. Пратусевич
13. акад., ректор МГУ В. А. Садовничий
14. акад., президент РАН А. М. Сергеев
15. к. ю. н. В. Н. Фальков
16. д. б. н. Е. К. Хлёсткина
17. к. э. н. Р. Х. Цаликов
18. Д. Н. Чернышенко
19. М. И. Шадаев

Указом Президента РФ от 01.06.2021 № 332 в состав Совета был включен С. С. Кравцова.
Указом Президента РФ от 28.06.2022 № 412 из состава Совета были исключены Е. И. Бунина, А. В. Дворкович, А. В. Каляев, И. А. Максютов, Г. Г. Онищенко, И. Ф. Попову и Е. К. Хлёсткину; в состав включены С. А. Адонин, А. Н. Алексеев, В. М. Говорун, С. В. Кабышев, Е. В. Проничева, Г. В. Трубников; включить в состав президиума С. А. Адонина, И. П. Биленкину, Д. Ю. Пушкаря и Г. В. Трубникова; исключить из президиума А. В. Дворковича, М. А. Мурашко, Д. Н. Патрушева, Е. К. Хлёсткину и Р. Х. Цаликова .
Указом Президента РФ от 07.10.2022 № 721 в состав Совета включен Г. А. Красникова; включить в состав президиума Г. А. Красникова; исключить из президиума А. М. Сергеева.
1. Путин Владимир Владимирович — Президент Российской Федерации (председатель Совета)
2. Медведев Дмитрий Анатольевич — Заместитель Председателя Совета Безопасности Российской Федерации (заместитель председателя Совета)
3. Фурсенко Андрей Александрович — помощник президента Российской Федерации (секретарь Совета)
4. Аверьянов Юрий Тимофеевич — первый заместитель Секретаря Совета Безопасности Российской Федерации
5. Адонин Сергей Александрович — ведущий научный сотрудник федерального государственного бюджетного учреждения науки «Институт неорганической химии им.А.В.Николаева Сибирского отделения Российской академии наук» (по согласованию)
6. Алексеев Алексей Николаевич — генеральный директор акционерного общества "Научное и технологическое оборудование" (по согласованию)
7. Асатурова Анжела Михайловна — директор федерального государственного бюджетного научного учреждения «Федеральный научный центр биологической защиты растений»
8. Беспалов Владимир Александрович — ректор федерального государственного автономного образовательного учреждения высшего образования «Национальный исследовательский университет "Московский институт электронной техники»
9. Биленкина Инна Петровна — начальник Управления президента Российской Федерации по научно-образовательной политике
10. Войтоловский Фёдор Генрихович — директор федерального государственного бюджетного научного «Национальный исследовательский институт мировой экономики и международных отношений имени Е.М.Примакова Российской академии наук», член-корреспондент Российской академии наук
11. Говорун Вадим Маркович —  директор федерального бюджетного учреждения науки «Научно-исследовательский институт системной биологии и медицины» Роспотребнадзора, академик Российской академии наук
12. Дорофеев Владимир Юрьевич — генеральный директор акционерного общества «Санкт-Петербургское морское бюро машиностроения «Малахит» (по согласованию)
13. Загайнова Елена Вадимовна — ректор федерального государственного автономного образовательного учреждения высшего образования «Национальный исследовательский Нижегородский государственный университет имени Н. И. Лобачевского», член-корреспондент Российской академии наук
14. Зинченко Юрий Петрович — директор федерального государственного бюджетного научного учреждения «Психологический институт Российской академии образования», академик Российской академии образования
15. Кабышев Сергей Владимирович — председатель Комитета Государственной Думы по науке и высшему образованию (по согласованию)
16. Катцов Владимир Михайлович — директор федерального государственного бюджетного учреждения "Главная геофизическая обсерватория им.А.И.Воейкова"
17. Ковальчук Михаил Валентинович — президент федерального государственного бюджетного учреждения «Национальный исследовательский центр "Курчатовский институт"», член-корреспондент Российской академии наук
18. Козлов Валерий Васильевич — председатель комиссии по кадровым вопросам Совета при Президенте Российской Федерации по науке и образованию, вице-президент Российской академии наук, академик Российской академии наук
19. Кравцов Сергей Сергеевич — Министр просвещения Российской Федерации
20. Красников Геннадий Яковлевич — президент «Российской академии наук», академик Российской академии наук
21. Кропачев Николай Михайлович — ректор федерального государственного бюджетного образовательного учреждения высшего образования «Санкт-Петербургский государственный университет», член-корреспондент Российской академии наук
22. Лихачёв Алексей Евгеньевич — генеральный директор Госкорпорации «Росатом»
23. Мантуров Денис Валентинович — Заместитель Председателя Правительства Российской Федерации - Министр промышленности и торговли Российской Федерации
24. Марченков Никита Владимирович — председатель координационного совета по делам молодежи в научной и образовательной сферах Совета при Президенте Российской Федерации по науке и образованию
25. Мурашко Михаил Альбертович — Министр здравоохранения Российской Федерации
26. Никитин Максим Петрович — ведущий научный сотрудник - заведующий лабораторией нанобиотехнологий федерального государственного автономного образовательного учреждения высшего образования "Московский физико-технический институт (национальный исследовательский университет)" (по согласованию)
27. Орешкин Максим Станиславович — помощник Президента Российской Федерации
28. Оселедец Иван Валерьевич — директор Центра Технологий искусственного интеллекта автономной некоммерческой образовательной организации высшего образования "Сколковский институт науки и технологий" (по согласованию)
29. Осипов Юрий Сергеевич — академик Российской академии наук (по согласованию)
30. Патрушев Дмитрий Николаевич — Министр сельского хозяйства Российской Федерации
31. Пратусевич Максим Яковлевич — директор государственного бюджетного общеобразовательного учреждения «Президентский физико-математический лицей № 239» (по согласованию)
32. Проничева Елена Владимировна — генеральный директор федерального государственного бюджетного учреждения культуры «Политехнический музей»
33. Пушкарь Дмитрий Юрьевич — заведующий кафедрой урологии федерального государственного бюджетного образовательного учреждения высшего образования «Московский государственный медико-стоматологический университет имени А.И.Евдокимова" Минздрава России, академик Российской академии наук (по согласованию)
34. Садовничий Виктор Антонович — президент Общероссийской общественной организации «Российский союз ректоров», академик Российской академии наук
35. Сергеев Александр Михайлович — академик Российской академии наук
36. Торкунов Анатолий Васильевич — ректор федерального государственного автономного образовательного учреждения высшего образования «Московский государственный институт международных отношений (университет) Министерства иностранных дел Российской Федерации», академик Российской академии наук (по согласованию)
37. Травников Андрей Александрович — Губернатор Новосибирской области, председатель комиссии Государственного Совета Российской Федерации по направлению «Наука» (по согласованию)
38. Третьяк Наталья Владимировна — первый вице-президент "Газпромбанка" (Акционерное общество) (по согласованию)
39. Трубников Григорий Владимирович — директор Объединенного института ядерных исследований, академик Российской академии наук (по согласованию)
40. Умаханов Ильяс Магомед-Саламович — первый заместитель председателя Комитета Совета Федерации по науке, образованию и культуре (по согласованию)
41. Уразов Роберт Наилевич — генеральный директор автономной некоммерческой организации "Агентство развития профессионального мастерства" (Ворлдскиллс Россия) (по согласованию)
42. Фальков Валерий Николаевич — Министр науки и высшего образования Российской Федерации
43. Фёдоров Александр Александрович — ректор федерального государственного автономного образовательного учреждения высшего образования «Балтийский федеральный университет имени Иммануила Канта»
44. Хатьков Игорь Евгеньевич — директор государственного бюджетного учреждения здравоохранения г.Москвы "Московский клинический научно-практический центр имени А.С.Логинова Департамента здравоохранения города Москвы", член-корреспондент Российской академии наук (по согласованию)
45. Хлунов Александр Витальевич — генеральный директор Российского научного фонда
46. Цаликов Руслан Хаджисмелович — первый заместитель Министра обороны Российской Федерации
47. Чернышенко Дмитрий Николаевич — Заместитель Председателя Правительства Российской Федерации
48. Шадаев Максут Игоревич — Министр цифрового развития, связи и массовых коммуникаций Российской Федерации
49. Шмелёва Елена Владимировна — руководитель образовательного фонда «Талант и успех» (по согласованию)

Состав президиума Совета
1. к. ю. н. Д. А. Медведев
2. д. ф.-м. н. А. А. Фурсенко
3. д. х. н. С. А. Адонин
4. Ю. Т. Аверьянов
5. И. П. Биленкина
6. член-корр. РАН Ф. Г. Войтоловский
7. член-корр. РАН М. В. Ковальчук
8. д. т. н., акад., президент РАН Г. Я. Красников
9. д. э. н. А. Е. Лихачёв
10. д. э. н. Д. В. Мантуров
11. к. ф.-м. н. М. П. Никитин
12. к. ф.-м. н. М. Я. Пратусевич
13. д. м. н., акад. РАН Д. Ю. Пушкарь
14. акад., ректор МГУ В. А. Садовничий
15. д. ф.-м. н., акад. РАН Г. В. Трубников
16. к. ю. н. В. Н. Фальков
17. Д. Н. Чернышенко
18. М. И. Шадаев

1. Путин Владимир Владимирович — Президент Российской Федерации (председатель Совета)
2. Медведев Дмитрий Анатольевич — Заместитель Председателя Совета Безопасности Российской Федерации (заместитель председателя Совета)
3. Фурсенко Андрей Александрович — помощник президента Российской Федерации (секретарь Совета)
4. Адонин Сергей Александрович — ведущий научный сотрудник федерального государственного бюджетного учреждения науки «Институт неорганической химии им.А.В.Николаева Сибирского отделения Российской академии наук» (по согласованию)
5. Алексеев Алексей Николаевич — генеральный директор акционерного общества «Научное и технологическое оборудование» (по согласованию)
6. Асатурова Анжела Михайловна — директор федерального государственного бюджетного научного учреждения «Федеральный научный центр биологической защиты растений»
7. Беспалов Владимир Александрович — ректор федерального государственного автономного образовательного учреждения высшего образования «Национальный исследовательский университет «Московский институт электронной техники»
8. Биленкина Инна Петровна — начальник Управления президента Российской Федерации по научно-образовательной политике
9. Варфоломеев Михаил Алексеевич — заведующий кафедрой разработки и эксплуатации месторождений трудноизвлекаемых углеводородов федерального государственного автономного образовательного учреждения высшего образования «Казанский (Приволжский) федеральный университет» (по согласованию)
10. Войтоловский Фёдор Генрихович — директор федерального государственного бюджетного научного «Национальный исследовательский институт мировой экономики и международных отношений имени Е.М.Примакова Российской академии наук», член-корреспондент Российской академии наук
11. Галажинский Эдуард Владимирович — ректор федерального государственного автономного образовательного учреждения высшего образования «Национальный исследовательский Томский государственный университет», академик Российской академии образования
12. Говорун Вадим Маркович —  директор федерального бюджетного учреждения науки «Научно-исследовательский институт системной биологии и медицины» Роспотребнадзора, академик Российской академии наук
13. Гумерова Лилия Салаватовна — председатель Комитета Совета Федерации по науке, образованию и культуре (по согласованию)
14. Дорофеев Владимир Юрьевич — генеральный директор акционерного общества «Санкт-Петербургское морское бюро машиностроения «Малахит» (по согласованию)
15. Кабышев Сергей Владимирович — председатель Комитета Государственной Думы по науке и высшему образованию (по согласованию)
16. Катцов Владимир Михайлович — директор федерального государственного бюджетного учреждения «Главная геофизическая обсерватория им. А.И.Воейкова»
17. Ковальчук Михаил Валентинович — президент федерального государственного бюджетного учреждения «Национальный исследовательский центр «Курчатовский институт», член-корреспондент Российской академии наук
18. Колачевский Николай Николаевич — директор федерального государственного бюджетного учреждения науки Физический институт имени П.Н.Лебедева Российской академии наук, член-корреспондент Российской академии наук
19. Коробец Борис Николаевич — ректор федерального государственного автономного образовательного учреждения высшего образования «Дальневосточный федеральный университет»
20. Кравцов Сергей Сергеевич — Министр просвещения Российской Федерации
21. Красников Геннадий Яковлевич — президент Российской академии наук, академик Российской академии наук
22. Кропачев Николай Михайлович — ректор федерального государственного бюджетного образовательного учреждения высшего образования «Санкт-Петербургский государственный университет», член-корреспондент Российской академии наук
23. Лихачёв Алексей Евгеньевич — генеральный директор Госкорпорации «Росатом»
24. Мантуров Денис Валентинович — Заместитель Председателя Правительства Российской Федерации - Министр промышленности и торговли Российской Федерации
25. Марченков Никита Владимирович — председатель координационного совета по делам молодежи в научной и образовательной сферах Совета при Президенте Российской Федерации по науке и образованию
26. Мурашко Михаил Альбертович — Министр здравоохранения Российской Федерации
27. Никитин Максим Петрович — ведущий научный сотрудник – заведующий лабораторией нанобиотехнологий федерального государственного автономного образовательного учреждения высшего образования «Московский физико- технический институт (национальный исследовательский университет)» (по согласованию)
28. Орешкин Максим Станиславович — помощник Президента Российской Федерации
29. Осипов Юрий Сергеевич — академик Российской академии наук (по согласованию)
30. Патрушев Дмитрий Николаевич — Министр сельского хозяйства Российской Федерации
31. Пратусевич Максим Яковлевич — директор государственного бюджетного общеобразовательного учреждения «Президентский физико-математический лицей № 239» (по согласованию)
32. Пушкарь Дмитрий Юрьевич — заведующий кафедрой урологии федерального государственного бюджетного образовательного учреждения высшего образования «Московский государственный медико-стоматологический университет имени А.И.Евдокимова» Минздрава России, академик Российской академии наук (по согласованию)
33. Садовничий Виктор Антонович — президент Общероссийской общественной организации «Российский союз ректоров», академик Российской академии наук
34. Сергеев Александр Михайлович — академик Российской академии наук
35. Торкунов Анатолий Васильевич — ректор федерального государственного автономного образовательного учреждения высшего образования «Московский государственный институт международных отношений (университет) Министерства иностранных дел Российской Федерации», академик Российской академии наук (по согласованию)
36. Травников Андрей Александрович — Губернатор Новосибирской области, председатель комиссии Государственного Совета Российской Федерации по направлению «Наука» (по согласованию)
37. Трубников Григорий Владимирович — директор Объединенного института ядерных исследований, академик Российской академии наук (по согласованию)
38. Фальков Валерий Николаевич — Министр науки и высшего образования Российской Федерации
39. Фёдоров Александр Александрович — ректор федерального государственного автономного образовательного учреждения высшего образования «Балтийский федеральный университет имени Иммануила Канта»
40. Хатьков Игорь Евгеньевич — директор государственного бюджетного учреждения здравоохранения г.Москвы «Московский клинический научно-практический центр имени А.С.Логинова Департамента здравоохранения города Москвы», член-корреспондент Российской академии наук (по согласованию)
41. Хлунов Александр Витальевич — генеральный директор Российского научного фонда
42. Цаликов Руслан Хаджисмелович — первый заместитель Министра обороны Российской Федерации
43. Черникова Алевтина Анатольевна — ректор федерального государственного автономного образовательного учреждения высшего образования «Национальный исследовательский технологический университет «МИСИС»
44. Чернышенко Дмитрий Николаевич — Заместитель Председателя Правительства Российской Федерации
45. Шадаев Максут Игоревич — Министр цифрового развития, связи и массовых коммуникаций Российской Федерации
46. Шевченко Инна Константиновна — ректор федерального государственного автономного образовательного учреждения высшего образования «Южный федеральный университет»
47. Шмелёва Елена Владимировна — руководитель образовательного фонда «Талант и успех» (по согласованию)

Состав президиума Совета
1. Медведев Дмитрий Анатольевич
2. Фурсенко Андрей Александрович
3. Адонин Сергей Александрович
4. Биленкина Инна Петровна
5. Войтоловский Фёдор Генрихович
6. Говорун Вадим Маркович
7. Красников Геннадий Яковлевич
8. Ковальчук Михаил Валентинович
9. Лихачёв Алексей Евгеньевич
10. Мантуров Денис Валентинович
11. Никитин Максим Петрович
12. Пратусевич Максим Яковлевич
13. Садовничий Виктор Антонович
14. Трубников Григорий Владимирович
15. Фальков Валерий Николаевич
16. Чернышенко Дмитрий Николаевич
17. Шадаев Максут Игоревич

При Совете действует Координационный совет по делам молодёжи в научной и образовательной сферах, образованный в целях обеспечения взаимодействия Совета по науке и образованию с общественными молодёжными объединениями и организациями при рассмотрении вопросов, связанных с развитием науки и образования, состоящий из молодых учёных. Председатель — в 2007—2009 г. Полосьмак Наталья Викторовна; с 2009 г. — Петров Андрей Евгеньевич). Молодёжный совет, занимающийся вопросами воспроизводства кадров в науке и образовании, мониторингом положения научной молодёжи, участвует в рассмотрении работ, представленных на соискание Премии Президента Российской Федерации молодым учёным в области науки и инноваций

## Деятельность Совета
Конкретные направления деятельности и функции Совета менялись со временем.
Одной из наиболее заметных функций стала подготовка рекомендаций по присуждению Государственной премии Российской Федерации в области науки и техники, переданная Совету начиная с 2004 года.